# アウシュヴィッツ＝ビルケナウ強制収容所
アウシュヴィッツ＝ビルケナウ強制収容所（アウシュヴィッツ ビルケナウ きょうせいしゅうようじょ、ドイツ語: Das Konzentrationslager Auschwitz-Birkenau、ポーランド語: Obóz Koncentracyjny Auschwitz-Birkenau）は、ナチス・ドイツが第二次世界大戦中に国家を挙げて推進した人種差別による絶滅政策（ホロコースト）および強制労働により、最大級の犠牲者を出した強制収容所である。収容者の90%がユダヤ人（アシュケナジム）であった。
アウシュヴィッツ第一強制収容所は、ドイツ占領地のポーランド南部オシフィエンチム市（ドイツ語名アウシュヴィッツ）に、アウシュヴィッツ第二強制収容所は隣接するブジェジンカ村（ドイツ語名ビルケナウ）に作られた。周辺には副収容所が50箇所程度存在した。ユネスコの世界遺産委員会は、二度と同じような過ちが起こらないようにとの願いを込めて、1979年に世界遺産リストに登録した。公式な分類ではないが、日本ではいわゆる「負の世界遺産」に分類されることがしばしばである。一部現存する施設は「アウシュヴィッツ・ビルケナウ国立博物館（en:Auschwitz-Birkenau State Museum）」（以降、「アウシュヴィッツ博物館」と表記）が管理・公開している。
この項では、これらのアウシュヴィッツ収容所群全体について述べる。

## 概要
アドルフ・ヒトラー率いるドイツが行ったホロコーストの象徴と言われる「アウシュヴィッツ強制収容所」とは、1940年から1945年にかけてドイツが占領下においた現在のポーランド南部オシフィエンチム市郊外に作られた、強制的な収容が可能な施設群（List of subcamps of Auschwitzに一覧）の総称である。ソ連への領土拡張をも視野に入れた「東部ヨーロッパ地域の植民計画」を推し進め、併せて占領地での労働力確保および民族浄化のモデル施設として建設、その規模を拡大させていった。
地政学的には「ヨーロッパの中心に位置する」「鉄道の接続が良い」「工業に欠かせない炭鉱や石灰の産地が隣接する」「もともと軍馬の調教場であり、広い土地の確保が容易」など、広範なドイツ占領下および関係の国々から膨大な数の労働力を集め、戦争遂行に欠かせない物資の生産を行うのに適していると言える。また、次第に顕著となったアーリア人至上主義に基づいた「アーリア人以外をドイツに入国させない」といった政策がドイツ国内の収容所の閉鎖を推し進め、ポーランドに大規模な強制収容所を建設する要因にもなった。
労働力確保の一方で、労働に適さない女性・子供・老人、さらには「劣等民族」を処分する「絶滅収容所」としての機能も併せ持つ（参考：ホロコースト）。
収容されたのは、ユダヤ人をはじめ、政治犯、ロマ・シンティ（ジプシー）、精神障害者、身体障害者、同性愛者、捕虜、聖職者、エホバの証人、さらにはこれらを匿った者など。その出身国は28に及ぶ。ドイツ本国の強制収容所閉鎖による流入や、1941年を境にして顕著になった強引な労働力確保（強制連行）により規模を拡大。ピーク時の1943年にはアウシュヴィッツ全体で14万人が収容されている。
なお1942年初めには、イギリスのBBCはラジオで「ユダヤ人がヨーロッパ内部の強制収容所に送られ、多数が殺害されている」と報じているが、同じ連合国のアメリカでは、強制収容所の存在については犯罪者隔離施設であるかのように見せかけるドイツの計画がうまくいったためか、大戦終結まで殆ど報じられぬままであった。
たとえ労働力として認められ、収容されたとしても多くは使い捨てであり、非常に過酷な労働を強いられた。理由として、
1. ナチス党が掲げるアーリア人による理想郷建設における諸問題（ユダヤ人問題など）の解決策が確立されるまで、厳しい労働や懲罰によって社会的不適合者や劣等種族が淘汰されることは、前段階における解決の一手段として捉えられていたこと
2. 領土拡張が順調に進んでいる間は労働力は豊富にあり、個々の労働者の再生産性確保（必要な栄養や休養をとらせるなど）は一切考慮されなかったこと[注 5]
3. 1941年末の東部戦線の停滞に端を発した危急の生産体制拡大の必要性と、戦災に見舞われたドイツの戦後復興および壮麗な都市建設計画など、戦中と戦後を見越した需要に対し、膨大な労働力を充てる必要があったこと

などが挙げられる。
併せて、劣悪な住環境や食糧事情、蔓延する伝染病、過酷懲罰や解放直前に数次にわたって行われた他の収容所への移送の結果、9割以上が命を落としたとされる。生存者は、1945年1月の第一強制収容所解放時に取り残されていた者と、解放間際に他の収容所に移送されるなどした者を合せても50,000人程度だったと言われている。犠牲者数についての詳細は#アウシュヴィッツの死亡者数についてを参照。
すべての強制収容所は、ナチス親衛隊（SS）の全国指導者であったハインリヒ・ヒムラーによって、SSの下に集約されており、SSが企業母体となる400以上にも上るレンガ工場はもとより、1941・1942年末以降の軍需産業も体系化された強制収容所の労働力を積極的に活用。敗戦後は、SSのみならず多くのドイツ企業が「人道に対する罪」を理由に連合国などによって裁かれた。

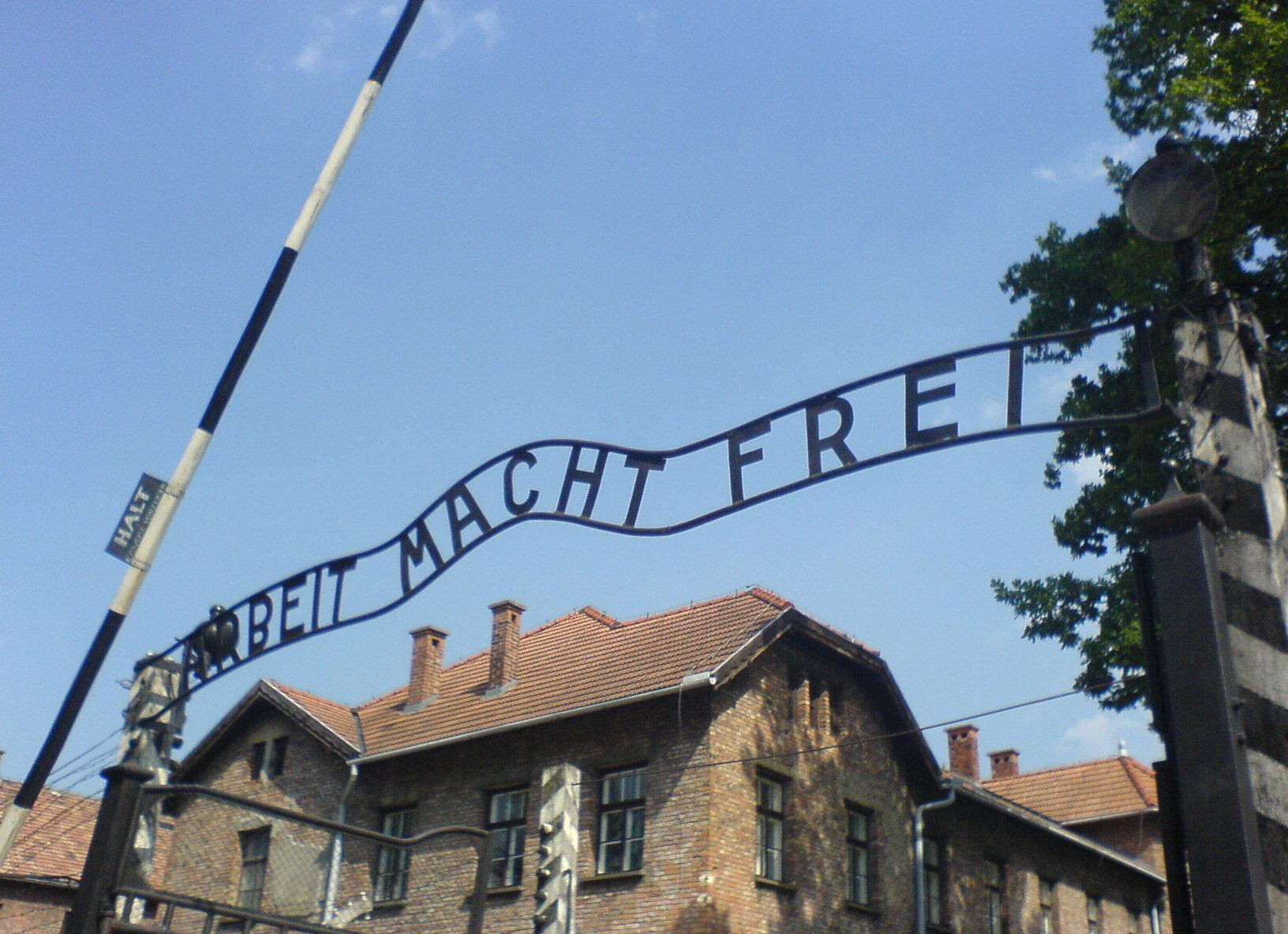
「ARBEIT MACHT FREI（ドイツ語で働けば自由になるの意味）」と記された、第一強制収容所の門のアーチ。 「B」のプレートのみ明らかに上下逆に付けられているが、一説には、設置作業にあたった収容者がせめてもの抵抗として、上下逆に取り付けたと言われる。
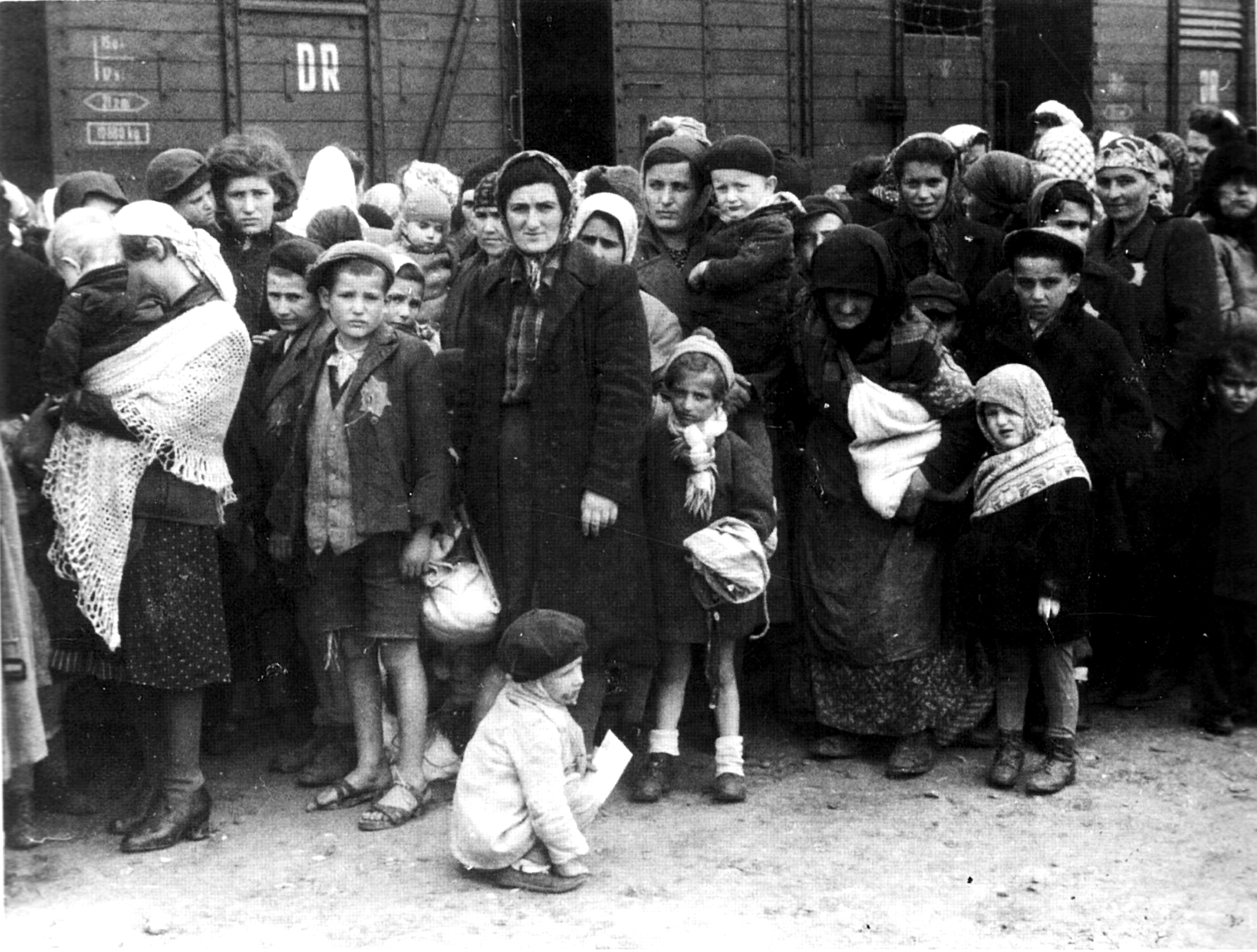
ハンガリーから到着したユダヤ人。（1944年）
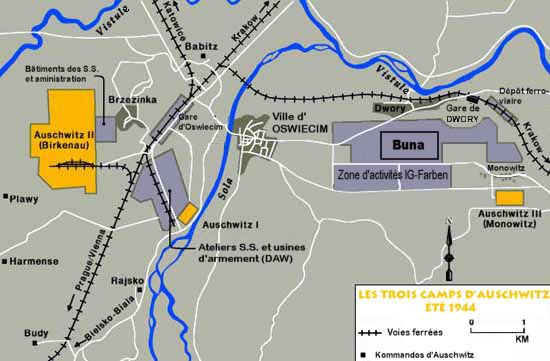
オシフィエンチムの市街地をとりまくように造られた施設群。とりわけ第二強制収容所の規模が大きい。
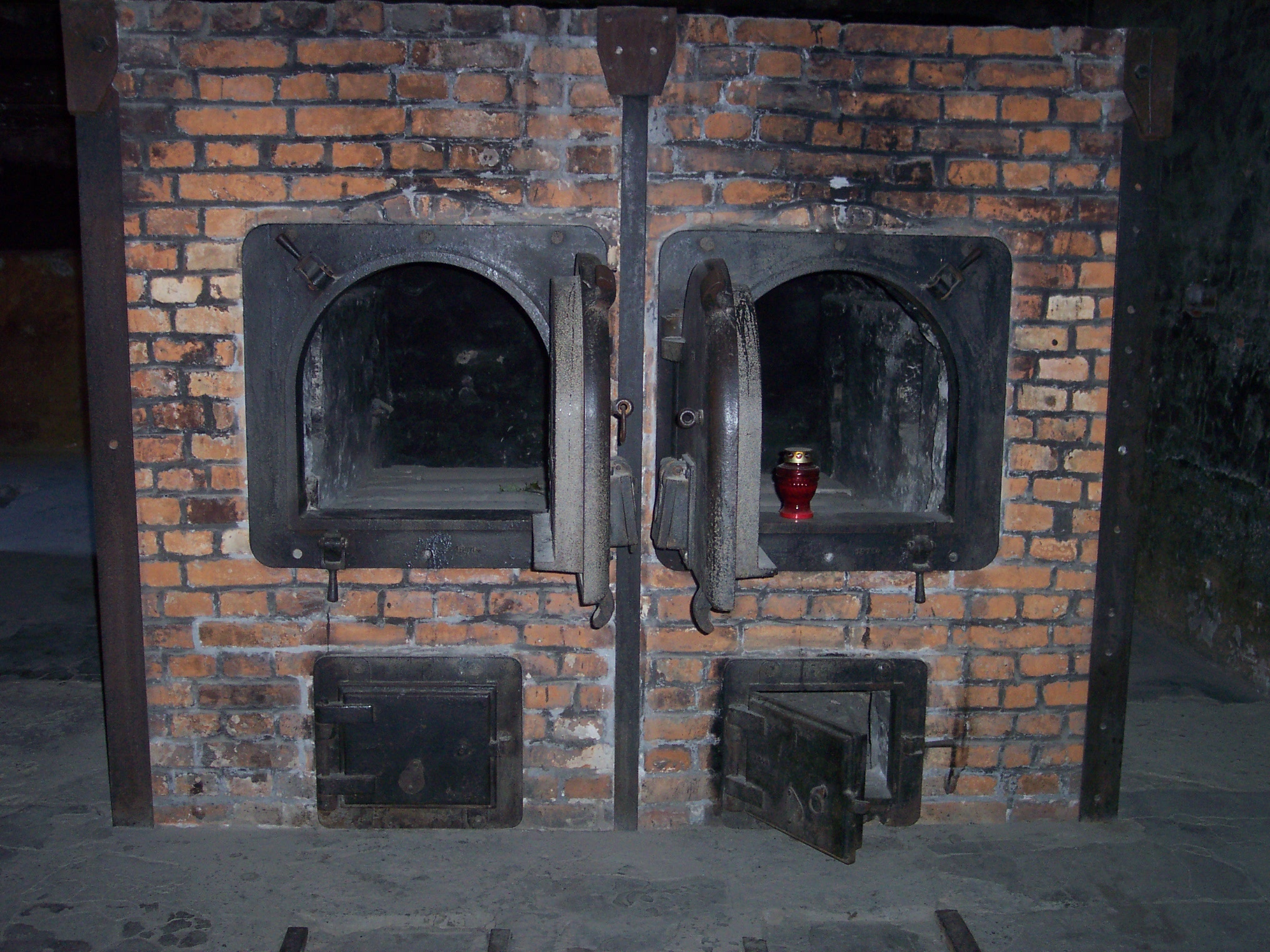
復元された焼却炉。（アウシュヴィッツ博物館展示）

## 経過

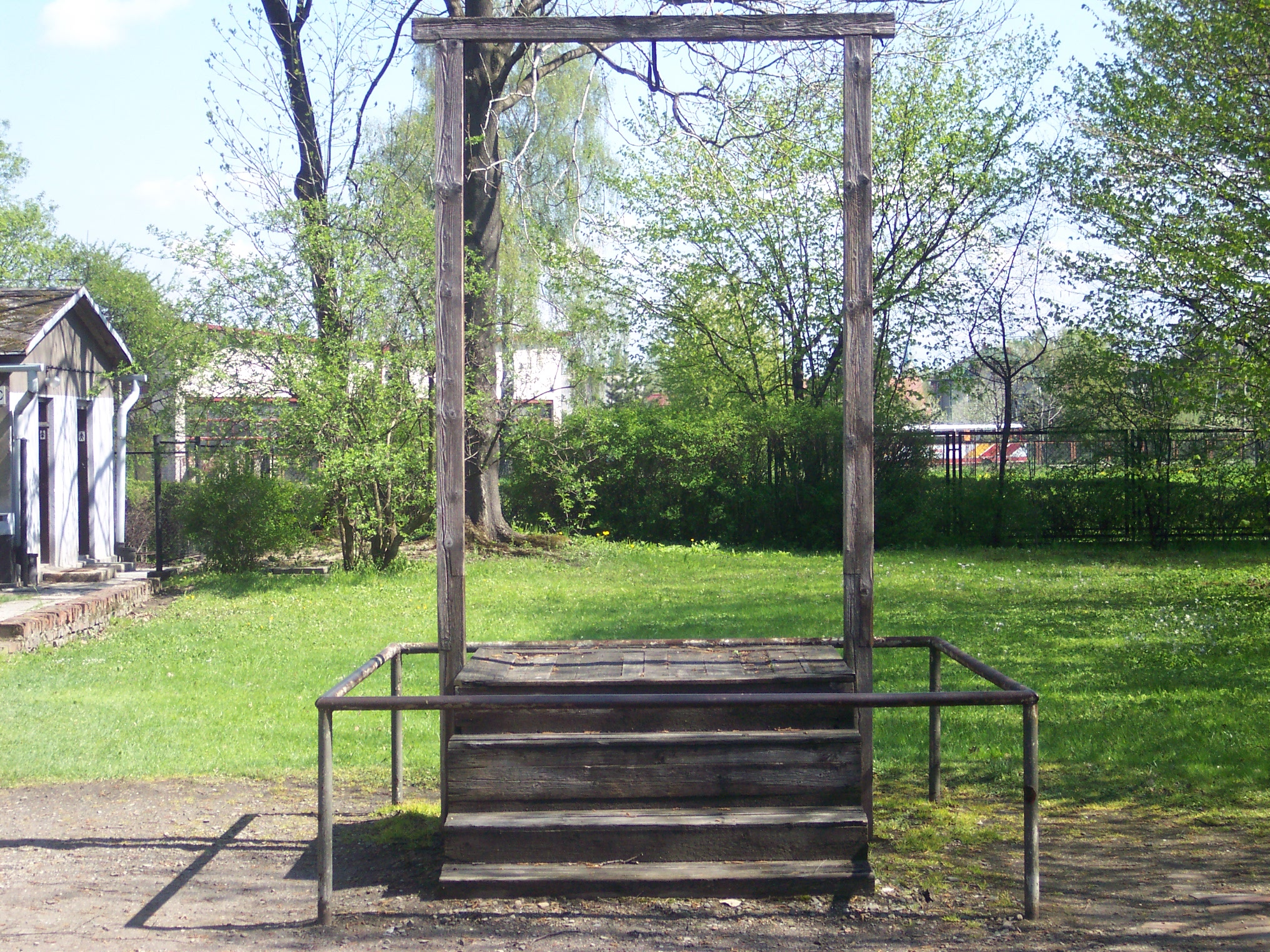
ヘスの絞首刑台（アウシュヴィッツ博物館展示）

- 1940年1月25日 - ポーランド・オシフィエンチム市郊外の強制収容所建設を決定。
- 1940年5月20日 - 「アウシュヴィッツ第一強制収容所（基幹収容所）」[注 9]が親衛隊(SS)全国指導者ハインリヒ・ヒムラーの指示により、ドイツ国防軍が接収したポーランド軍兵営の建物を利用して開所。強制収容所における画一的な管理システム、いわゆる「ダッハウモデル」を踏襲している。初代所長は、SS中佐ルドルフ・フェルディナント・ヘス[注 10]。ザクセンハウゼン強制収容所から移送された犯罪常習者30人が、最初の被収容者となった。
  - 6月14日 - ポーランドの政治犯728人が到着。
- 1941年 - 最初のガス室を備えた複合施設「クレマトリウム1」が第一強制収容所に完成。
  - 10月 - 収容者増加のため、ブジェジンカ村に大規模な「アウシュヴィッツ第二強制収容所ビルケナウ」を建設。
- 1942年1月25日 - ドイツ国内や占領地区におけるユダヤ人の強制収容所への移送や強制収容所内での大量虐殺などの、いわゆるホロコーストの方針を決定づける「ヴァンゼー会議」を受け、ヒトラーはドイツ国内のユダヤ人強制労働者（男性10万人・女性5万人）のアウシュヴィッツ移送を命令。
- 1942年 - 1944年 - モノヴィッツ村周辺に、当時のドイツを代表する大企業の製造プラントや近隣の炭鉱に付随する形で、大小合わせて40ほどの収容施設を建設。この施設群は「アウシュヴィッツ第三強制収容所モノヴィッツ」[注 11]とも呼ばれる。
- 1943年1月 - 3月 - 105,000人を超えるユダヤ人が到着。
  - 5月30日 - SS医師ヨーゼフ・メンゲレが着任。
- 1944年4月 - 11月 - 585,000人を超えるユダヤ人が到着。
  - 8月2日 - 第二強制収容所の家族棟に収容されていたジプシーに対して最後の処刑が行われる。当日、約3,000人が殺害され、アウシュヴィッツからジプシーは一掃された。殺害された総数は推定で2万人。
  - 10月7日 -ゾンダーコマンドによる武装蜂起。ガス室を備えた複合施設「クレマトリウム4」を破壊するが、まもなく鎮圧された。
- 1945年1月27日 - ソ連軍により解放。
- 1947年4月16日 - 初代所長ルドルフ・フェルディナント・ヘス、アウシュヴィッツにて絞首刑。
- 1979年 - 「アウシュヴィッツ強制収容所」として、ユネスコ世界遺産に登録。
- 2007年6月27日 -世界遺産登録上の名称を「アウシュヴィッツ=ビルケナウ－ドイツ・ナチの強制・絶滅収容所（1940年-1945年）」に変更。
- 2009年 - 「ARBEIT MACHT FREI （働けば自由になる）」看板が何者かに盗まれ、のち3つに切断され捻じ曲げられた形で発見される。2011年5月に修復完了。今後は複製品を掲示し、実物は厳重に保管される予定。

## 各強制収容施設の概要

### アウシュヴィッツ第一強制収容所（基幹収容所）
航空写真

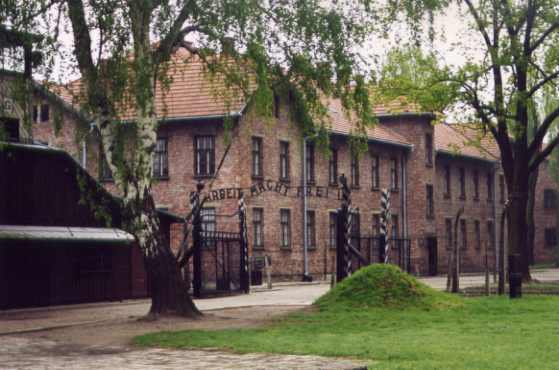
第一強制収容所正門

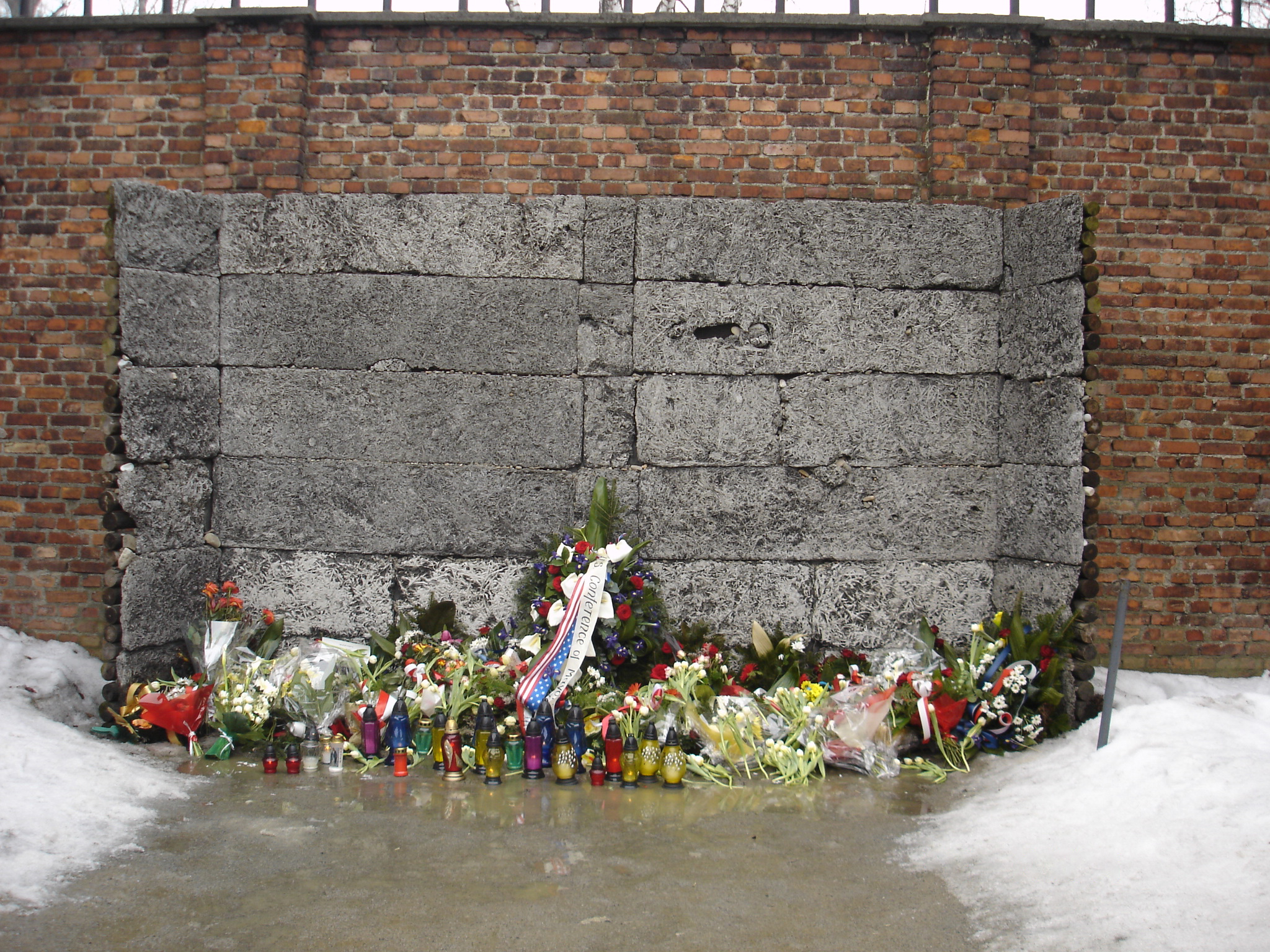
「死の壁」。多くの被収容者がこの壁の前で銃殺刑に処された

1940年5月20日、ドイツ国防軍が接収したポーランド軍兵営の建物をSSが譲り受け開所。約30の施設から成る。平均して13,000 - 16,000人、多いときで20,000人が収容された。被収容者の内訳は、ソ連兵捕虜、ドイツ人犯罪者や同性愛者、ポーランド人政治犯が主となっている。後に開所する「第二強制収容所ビルケナウ」や「第三強制収容所モノヴィッツ」を含め、アウシュヴィッツ強制収容所全体を管理する機関が置かれていた。
赤レンガの積み立てられた2階建ての建物で、周りは鉄製のバリケードに覆われており一か所だけバリケードがない部分が入り口である。入り口には「ARBEIT MACHT FREI（働けば自由になる）」の一文が掲げられている。「B」の文字が逆さまに見えることについて、SSの欺瞞（ぎまん）に対する作者（被収容者）のささやかな抵抗と考える向きもあるが、実際にはこの書体は当時の流行であった。10号棟には人体実験が行われたとされる実験施設が、11号棟には逃亡者や収容所内でのレジスタンス活動を行った者に対して銃殺刑を執行するための「死の壁」があり、そのほかには、裁判所、病院などがあった。収容施設は、女性専用の監房、ソ連兵捕虜専用の監房などといった具合に分けられている。また、アウシュヴィッツ最初のガス室とされる施設が作られたが、後に強制収容所管理のための施設となった。戦後、ガス室として復元され、一般に公開されている。

### アウシュヴィッツ第二強制収容所ビルケナウ
航空写真

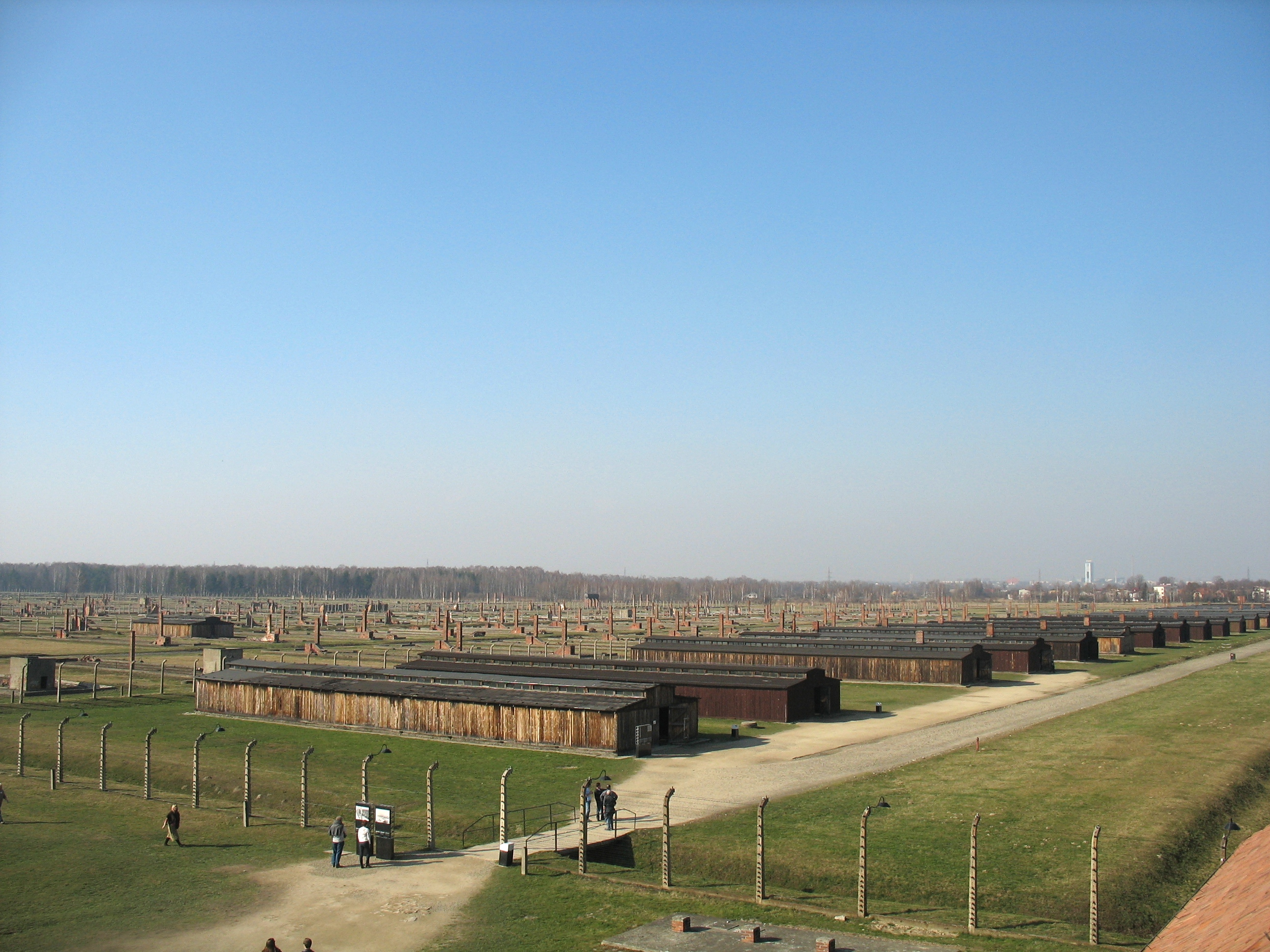
広大な敷地に300余りの施設が建設された

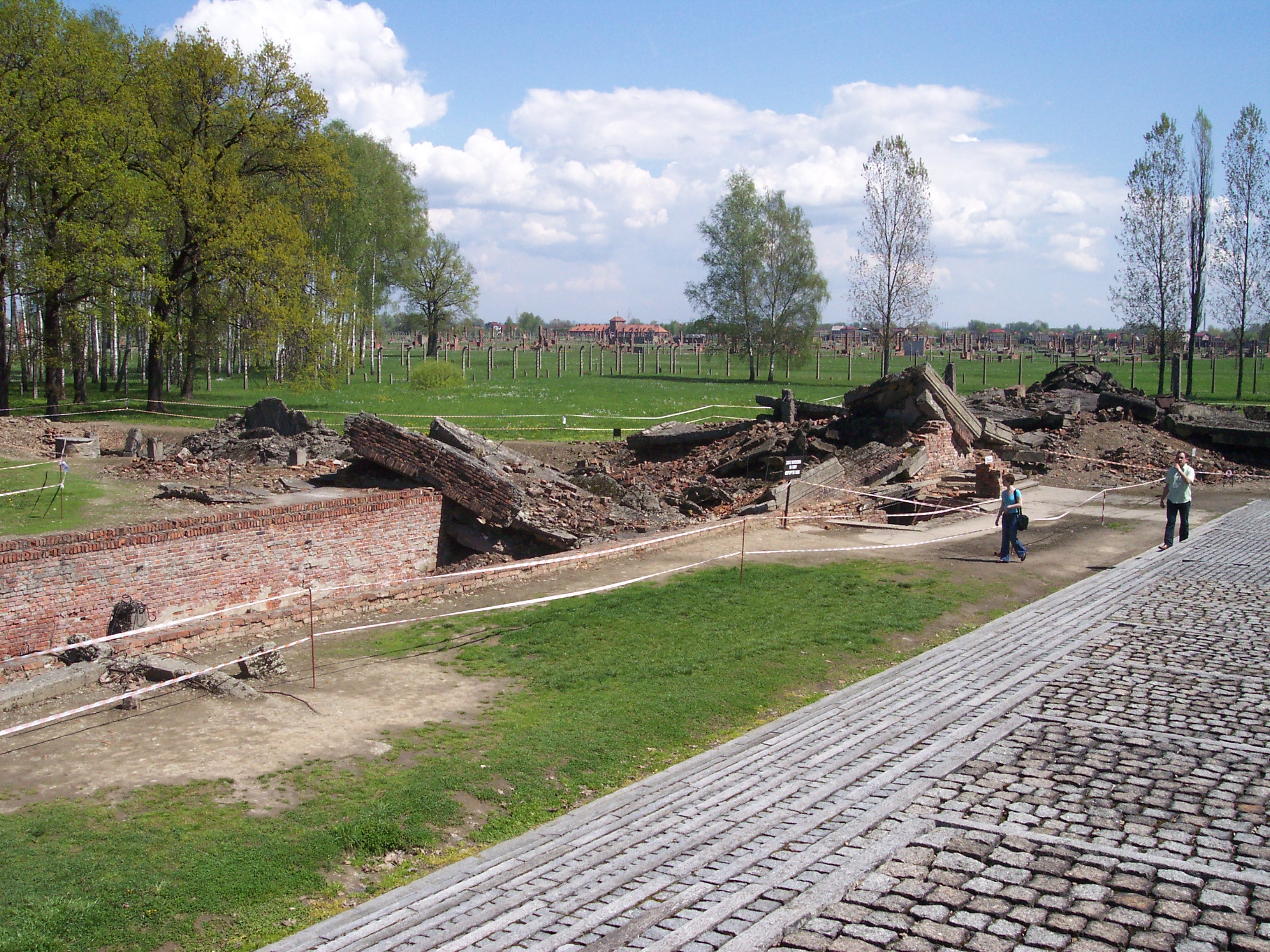
ガス室のあった複合施設（クレマトリウム）の破壊跡

被収容者増を補うため、1941年10月、ブジェジンカ村に絶滅収容所として問題視される「第二強制収容所ビルケナウ」が開所。総面積は1.75平方キロメートル（東京ドーム約37個分）で、300以上の施設から成る。建設には主にソ連兵捕虜が従事したとされる。ピーク時の1944年には90,000人が収容された。そのほとんどはユダヤ人であり、このほかに主だったものとしてロマ・シンティが挙げられる。
アウシュヴィッツの象徴として映画や書籍などで見られる「強制収容所内まで延びる鉄道引込み線」は1944年5月に完成。被収容者から猟奪した品々を一時保管する倉庫や病院（人体実験の施設でもあったとされる）、防疫施設、防火用の貯水槽とされるプールがあった。ガス室は、農家を改造したものが2棟と複合施設（クレマトリウム）が4棟の計6棟があったとされるが、これらは被収容者の反乱や撤退時に行われた何かしらの証拠隠滅を目的とした破壊により原型をとどめていない。収容施設は、家族向けの監房、労働者向けの監房、女性専用の監房などに分けられており、1943年以降に建てられた南側の収容施設（全体の3分の1程度の棟数）は、湿地の上に満足な基礎工事もなく建てられており、特に粗末な作りであったと伝えられている。ここには主に女性が収容された。

### アウシュヴィッツ第三強制収容所モノヴィッツ
航空写真

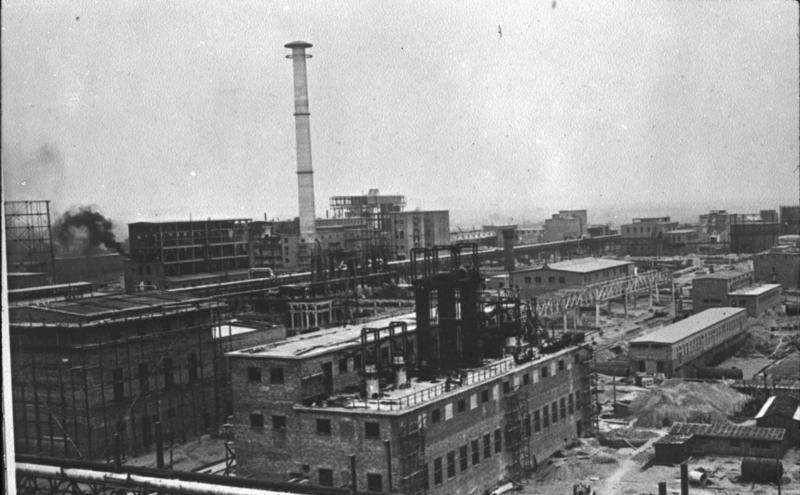
最大の規模があったとされるイーゲー・ファルベン社の化学プラント(1941)

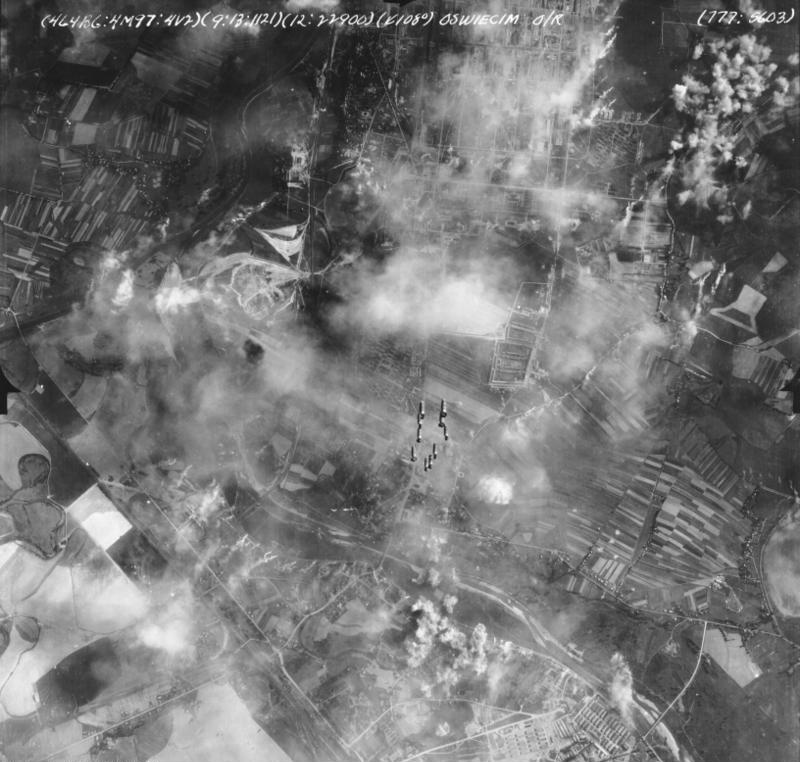
生産プラントは連合国爆撃機の標的となった(1944)

1942年から1944年の間に、当時のドイツを代表する イーゲー・ファルベン社（化学）、クルップ社（重工業）、シーメンス社（重電産業）といった大企業の製造プラントや、近隣の炭鉱に付随する形で大小合わせて40ほどの収容施設がモノビツェ村（ドイツ語名モノヴィッツ）に作られた。これらの施設群を「第三収容所モノヴィッツ」と呼ぶ。
オシフィエンチム市は鉄道の接続が良く、近郊は石炭と石灰の産出地。さらには内陸に位置することもあり、既存の生産拠点への空襲が危惧されるようになると、安い労働力と併せて注目されるようになった。
なかでも最大規模であったのが、700万ライヒスマルクを投資して建てられたイーゲー・ファルベン社の合成ゴム・合成石油プラント「ブナ」。同社は、1925年にドイツの化学関連企業6社が合体してできたコンツェルンであり、当時の総合化学業界としては世界を三分するうちの1社であった。また、1936年4月、ナチス率いるドイツ政府によって示された国家の重要な指針をとなる「四ヵ年計画」の遂行にあたって、産業面で大きな役割を果たすなどドイツ政府とは緊密に連携し合う関係にあった。
戦後のニュルンベルク裁判では「人道に対する罪」を理由に役員や技術者など被告の24人全員が有罪となり、次いで1948年の「米英占領地区の合同管理理事会」でコンツェルンの解体が決定する。各プラントは連合国軍の爆撃目標とされ、さらには1945年1月の解放の後、ソ連軍によって破壊されたため現在は残っていない。

## 収容所での暮らし

### 選別
ドイツ統治下の各地より貨車などで運ばれてくる。この全体は貨車が幾つも連なったような状態で、中は狭く多くの人がぎゅうぎゅう詰めに入れられた。運ばれてきた被収容者は、オシフィエンチム（ドイツ語名、アウシュヴィッツ）の貨物駅（1944年5月以降は第二強制収容所ビルケナウに作られた鉄道引込線終着点）で降ろされる。貨物駅ではアウシュビッツ・オーケストラなる音楽隊が演奏を奏でているが、その後すぐに「収容理由」「思想」「職能」「人種」「宗教」「性別」「健康状態」などの情報をもとに「労働者」「人体実験の検体」、そして「価値なし」などに分けられた。価値なしと判断された被収容者はガス室などで処分となる。その多くが「女性、子供、老人」であったとされる。ここで言う「子供」とは身長120cm以下の者を指すが、学校や孤児院から集団で送られて来ていた子供たちは形式的な審査もなく、引率の教師とともにガス室へ送られた。
ナチス政権下のドイツ政府の制定した法の多くがそうであったように、選別は、「法令」に比べ規範（簡単に言えばルール）のあいまいな「訓令（または通達）」を受けて遂行されている。そのため規範の細部については「担当者」や「担当者が所属するグループ」の裁量に任された（「人体実験の検体として”双子”を選別する」といったような規範が、医師のヨーゼフ・メンゲレによって付け加えられたのはその一例）。このため個々の事例で、具体的にどのような行為が行われたのかが書面として残っていないことも多く、戦後の各裁判での事実認定を難しくしている主な原因となっている。

### 登録

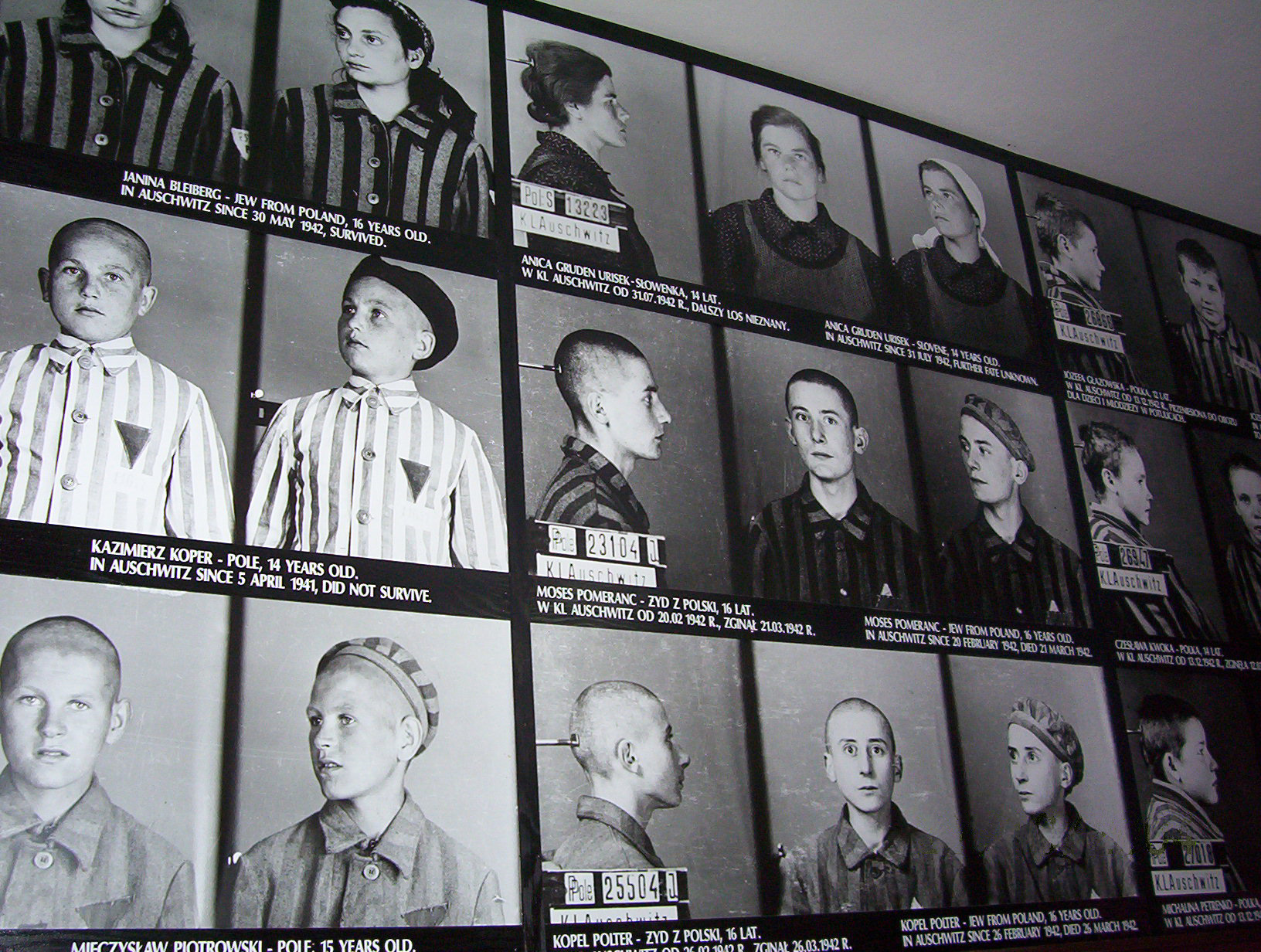
収容の際に撮影された被収容者たち。縦じまの囚人服には、分類のためのマークがつけられている(アウシュヴィッツ博物館展示)

即刻の処分を免れた被収容者は、男女問わず頭髪をすべて刈り、消毒、写真撮影、管理番号を刺青するなど入所にあたっての準備や手続きを行う。管理番号は一人ひとりに与えられ、その総数は約40万件とされる。私物は「選別」の段階までに、戦争遂行に欠かせない資源としてすべて没収されており、与えられる縦じま（色は青と白）の囚人服が唯一の所持品となる。最後に、人種別・性別などに分けられた収容棟に送られた。
囚人服には「政治犯」「一般犯罪者」「移民」「同性愛者」、さらには「ユダヤ」などを区別するマークがつけられている（ナチ強制収容所のバッジを参照）。これは、強制収容所内にヒエラルキーが形成されていたことを意味し、労働、食事、住環境など生活のあらゆる面で影響を及ぼしたと考えられる。ドイツ人を頂点に、西・北ヨーロッパ人、スラブ人、最下層にユダヤ人や同性愛者、ロマ・シンティが置かれ、下層にあればあるほど食料配給量や宿舎の設備、労働時間などあらゆる面で過酷状況に置かれ、死亡率も高くなった。心理面では、下層の被収容者がいることで上層の者に多少の安心を与えると共に、被収容者全体がまとまって反抗する機運を作らせない狙いがあったと考えられる。

### 労働

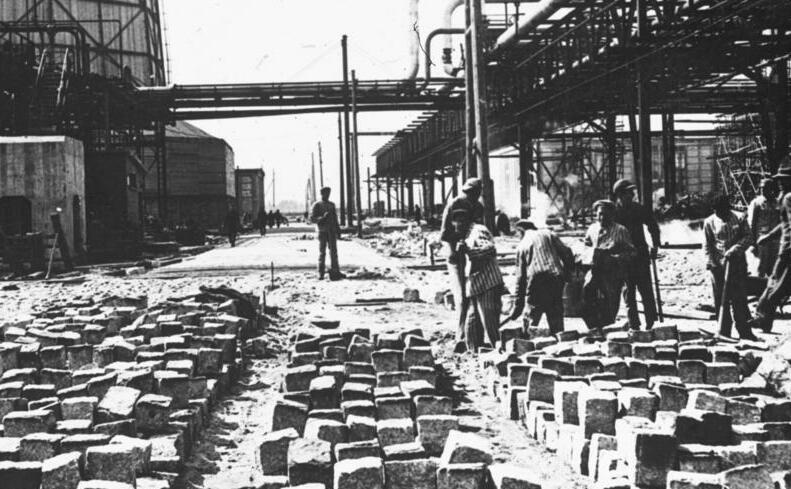
イーゲ・ファルベン社の化学プラントで道路舗装を行う被収容者(1941)

労働は主に4つのタイプに分けることができる。一つ目は被収容者の肉体的消耗を目的とした労働。たとえば、石切り場での作業や道路の舗装工事などを行う「懲罰部隊」がこれに該当する。場合によっては、「午前中は穴を掘り、午後その穴を埋める」といったような、なんら生産性のない作業を命じられることもある。懲罰部隊に組織された被収容者の多くは短期間のうちに死亡したとされる。
二つ目は、戦争遂行に欠かせない資材・兵器などの生産や、収容施設の維持・管理などを目的とした労働。工場労働者や各施設の拡張・管理作業などがこれに該当し、何らかの技能や知識（電気工事士、医師、化学者、建築士など）を持つ被収容者が作業にあたった。懲罰部隊での労働と比較して程度の差こそあれ、劣悪な食料事情や蔓延する伝染病などにより命を脅かされる状況にあったことに違いはない。
三つ目は、所内で死亡した被収容者の処分を目的とした労働。ガス室や病気、栄養失調などで死亡したおびただしい数の遺体を、焼却炉などに運び処分する「ゾンダーコマンド（特別労務班員）」がこれに該当する。比較的待遇は良かったが、一方で口封じのため数ヵ月ごとに彼ら自身も処分された。1期から13期まであり、解放直前に結成された12期のメンバーは武力蜂起による反抗を試みている。
四つ目は、ほかの被収容者たちを監視する「カポ（労働監視員、収容所監視員などと訳される）」である。主に第一収容所のドイツ人犯罪者から選ばれることが多かったとされ、被収容者ヒエラルキーの頂点に立った。戦後、過酷な懲罰を課したことで裁かれる者もいた。

### 住環境

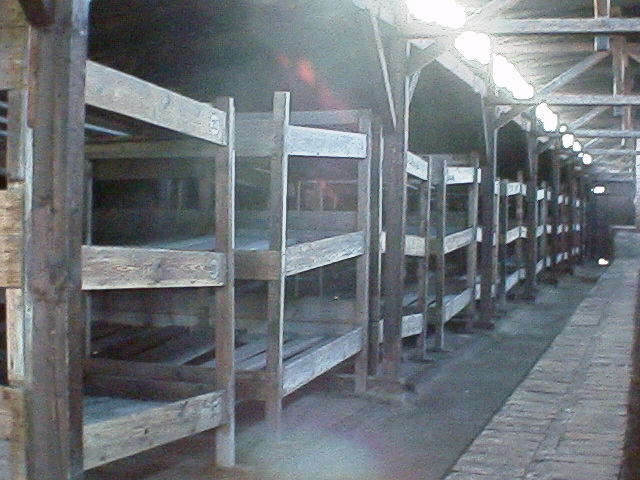
バラック内部。三段ベッドの下は汚物を流す溝。右端は暖房(第二強制収容所)

住環境は非常に劣悪であった。この地域は、夏は最高37度、冬は最低マイナス20度を下回る。第一収容所はもともとポーランド軍の兵営であったため暖房設備は完備されていたが、収容所として利用された時には薪などの燃料は供給されなかったと言われている。掛け布団は汚れて穴だらけの毛布（薄手の麻布に過ぎない）のみであった。カポなどSSに協力する者には個室やまともな食事が与えられている。
第二収容所はバラックと言うべき非常に粗末な作りで、もともとポーランド軍の馬小屋であったものや、のちに一部は基礎工事なしで建てられたため床がなく、上下水道が完備されていないため地面は土泥化していた（汚水は収容者が敷地内に溝を掘って流した）。暖房は簡素なものがあったが、燃料の供給はされなかったと言われ、なぜこのような暖房設備が作られたのか、理由は不明であり、隙間風がいやおうなく吹き込み役目を果たしていなかったと言われる。排水がままならない不衛生なトイレ（長大な縦長の大きな桶の上にコンクリート板を置き、表面の左右に丸い穴をあけただけのもの）を真ん中にはさむ形で三段ベッドが並べられ、マットレス代わりにわらを敷いて使用した。トイレ使用は、午前・午後2回に制限され、目隠しになるものもなく、一斉に使用を強制された。非衛生的環境であったため、病原性の下痢も蔓延し、きわめて非人間的扱いがなされた。

### 食事
収容した側された側双方の証言によると、食料の奪い合いが個人やグループ間で日常的にあったとされる。公式には重労働者に2150キロカロリー、一般労働者に1700キロカロリーの食事を与えるという規定があったが、現場監督によって量は左右され、監視兵に厨房の食料を奪われるなど、実情はかけ離れていた。
配給量についてはさまざまな証言があり、アウシュヴィッツ博物館に展示されている「朝食：約50CCのコーヒーと呼ばれる濁った飲み物（コーヒー豆から抽出されたものではない）。昼食：ほとんど具のないスープ。夕食：300gほどの黒パン、3グラムのマーガリンなど」は一例で、実際は被収容者間のヒエラルキーや個々の労働能力、さらには収容時期によって待遇にかなりの差があったと見るのが自然だろう。実際、1943・1944年以降は「業績に連結した食料配給体制」が多くの労働者に対し実施されている。この制度は生産の全量的向上を目的としており、戦況悪化に伴い厳しくなった食料自給環境において、生産性の高い労働者に優先配給を行うというもの。
一般的ドイツ人の業績を基準に、業績の良い労働者に多く配給し、逆に悪い労働者は以前よりもさらに減らすというものだが、もともとほとんどの被収容者は一般成人が一日に必要とするカロリーに遠く及ばない量の食料しか与えられていないなかで、比較すること自体無理があり、不幸にも減らされれば死は確実になるばかりである。生き抜くためにほんのわずかな増加分を得ようとする「人間の精神力」に期待しての制度であり、結果として被収容者同士が食料を奪い合うことが日常的にあったというのは、いかにその状況が過酷であったかを表している。

### 医療
強制収容所内は栄養失調や不衛生な環境によりチフスなどの伝染病が蔓延し、それらによる死者はかなりの数に上ったとされる。被収容者の中には医師や看護師などもおり、主に彼らが治療にあたった。
医療現場は「第二の選別の場」でもあり、回復が難しいと診断された被収容者は処分施設へまわされることになる。このため、選別が収容所内に知れ渡るまで医師は患者に対して極力入院を拒んだという。一方、当時のドイツ政府に組み込まれていた当時のドイツ赤十字(DRK)から派遣された医師は、治療以外に選別や人体実験に携わっていたとされる。

## 抑圧

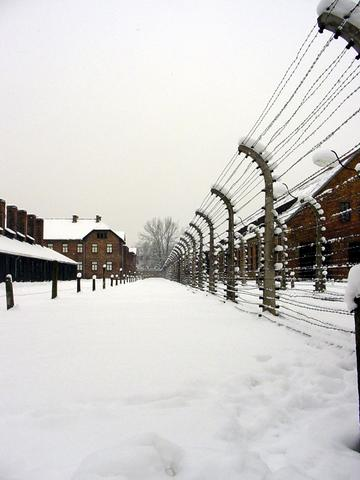
高圧電流が流れた鉄条網(第一強制収容所)

アウシュヴィッツ全体の警備は約6,000名のSSによって行われているにすぎず、対して被収容者は最大で14万人を数える。一般予防としての懲罰は、圧倒的多数の被収容者に多大の心理的な抑圧を与えることを目的とし、行使以外にも見せしめによる擬似的な体験、連帯責任制や強烈な恐怖心を抱かせる懲罰の流布などにより、被収容者をコントロールする要となった。一方、先に触れた「口封じのためにゾンダーコマンドが"数ヵ月おき”に処分される」ことは、これが事実であれば、人種主義的な抑圧も併せることによって発生した「多すぎる死」を被収容者に隠すための処置であり、つまり懲罰はむやみやたらというよりも、被収容者のコントロールと人種主義的な抑圧のバランスの中で計画的に遂行されていたと見ることができる。
懲罰は「鞭打ち」「後ろ手に縛り体を杭に吊るす」「特別監房への移送」「過重労働（懲罰隊への入隊）」「懲罰点呼」などが挙げられる。いずれも激しい飢餓に苦しむ被収容者にとっては死を意味するものであったと言える。たとえば、90cm×90cmの狭いスペースに4人を押し込む「立ち牢」や、一切の水・食料を与えない「飢餓牢」は、体力を確実に消耗させ、死に至らしめる。永続的に続くかのような苦痛と絶望が介在する懲罰の存在は、被収容者たちに計り知れない恐怖を与えたと考えられる。また「銃殺刑」や「絞首刑」は、具体的な死の姿を瞬間的に見せつけ、しばしば所内にとどろく銃声は直接これを見ずとも緊張と忘れがたい恐怖を植えつけるのに十分であったと言える。絶望のあまり自ら高圧電流が流れる鉄条網に触れて自殺する者もいたという。
このような状況の中で脱走者も少なからず存在する。脱出した人数は約100人 - 400人程度だが強制収容所からの脱走と考えると脱走率は高いと言える。最終的に成功した脱走者数は、約150名とされている。成功した背景には内部のレジスタンスの協力があったとされている。中でも一番脱走者が多かったのがアウシュヴィッツ3である。しかし、収容所では、脱走があるごとに、脱走者の10倍の人数を見せしめとして無作為に選び、「飢餓刑」にすることが恒常的に行われていた。マキシミリアノ・コルベ神父が身代わりとなったのは、失敗した脱走者に対する見せしめとしてであった。
また、被収容者による「オーケストラ」が組織されていた。強制収容所到着直後の被収容者には明るい曲を、強制労働に向かう被収容者には行進曲を奏でたとされる。オーケストラの存在は、収容所が「人道的に」運営されていると主張するための、カモフラージュの一環として行われた。多くを奪われ、失意のうちにアウシュヴィッツへ送られてきたばかりの人々にはかすかな希望を与え、日々重労働を課せられる被収容者には逆に腹立たしさを覚えさせた。SSにとっては余興でもあり、その本分は人心を巧みに利用した被収容者に対しての欺瞞と侮辱であったと言える。奏者は特別待遇を受けたが（アルマ・ロゼに概要）、ゾフィア・チコビアクのように、「人々の死に自らの行為が間接的に関与していた」という思いから心に生涯にわたる傷を負った者もいた。
戦後、被収容者としての経験を持つ精神科医たちは、自らの抑圧体験を研究し精神分析学の発展に貢献した。たとえば、精神科医ヴィクトール・フランクルは、実体験を記した著書「夜と霧」で、激しい苦痛の中で精神がどのようにして順応し、内面的な勝利を勝ち得ていくかについて語るとともに、患者に対し実存主義的アプローチを採る「ロゴセラピー」を新たに提唱した。

## 大量殺害のための施設（殺人ガス室）

ガス室を備えた複合施設「クレマトリウム2」。最大の規模があったとされる。(1)入り口(2)脱衣室(3)ガス室(4)ガスを投入するための穴(5)遺体運搬のためのエレベータ(6)5つの搬入口から成る焼却炉

ルドルフ・ヘスの回想録によると、1941年夏、ヘスはベルリンに出頭し、ヒムラーから直接「総統は、ユダヤ人問題の最終的解決を命じた。われわれSSはこの命令を実行しなければならない」として、アウシュヴィッツでのユダヤ人絶滅に向けての準備をアイヒマンとともに進めるように命じられた。ヘスとアイヒマンの相談でガスを用いることは決定したものの、二人の間ではどのガスを使うかは決定出来なかった。しかし、ヘスの公務旅行中に、カール・フリッチュ司令官代理が、基幹収容所内のブロック11の地下室を用いて、ロシア人捕虜を部屋に鮨詰めにし、シラミ駆除のために保管していたツィクロンBを用い、殺害実験を行なった（1941年9月3日とも5日とも言われる）。この実験が成功裡に終わり、アウシュヴィッツで用いる殺害用のガスは、ツィクロンB（シアン化水素ガス）に決定した。
しかし、ブロック11の地下室での実験は、換気に時間がかかるため、最初の実験の一度きりしか使用されず、代わりに基幹収容所の火葬場にあった死体安置所をガス室として使用することとなった。このガス室では、犠牲者がガス室に詰め込まれると、気密扉が閉められた後、天井に開けられた数箇所の穴からツィクロンBが室内に投下された。

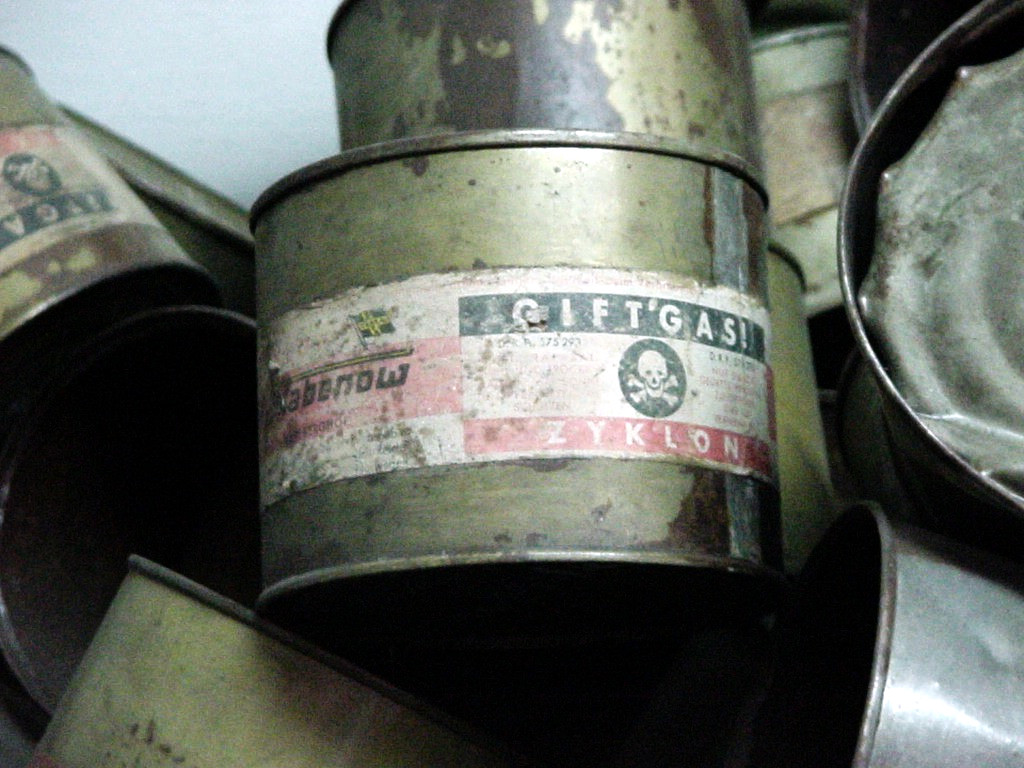
チクロンBの缶(アウシュヴィッツ博物館展示)

この基幹収容所の第一ガス室は、基本的にはユダヤ人絶滅にはほとんど使用されなかったようである。ヘスによると、ユダヤ人絶滅が始まったのは、ビルケナウ敷地外の農家を改造して作られた「ブンカー」と呼ばれるガス室で、1942年1月のことだったと述べられている。続いて、続々とユダヤ人が移送されてくるようになると、少し離れたところにある別の農家を改造して二つ目の「ブンカー」でのユダヤ人絶滅が実施されるようになった。
しかし、このガス室で殺害された遺体は、当初は壕を掘って埋葬していただけだったが、後に再度掘り起こして野外火葬するようになると（後述）、その火葬作業による悪臭が周囲数キロにわたって広がることとなり、周辺住民がユダヤ人の焼却のことを話題にし始めてしまう有様となってしまう。そこで、ビルケナウですでに建設中だった、大型火葬場でのユダヤ人絶滅と焼却が進められることとなったのである。結果として、ビルケナウに建設されることとなった4箇所の火葬場に、基幹収容所の火葬場同様、ガス室も併設されることとなった。さらにはそれら火葬場には脱衣室も併設され、ガス室での殺害後、囚人によって遺体から金歯が抜かれた後、火葬処理に回された。火葬後の遺骨等の残骸は細かく砕かれて、近くの川に捨てられた。
ビルケナウのガス室の収容能力は、ヘスによると、火葬場ⅡおよびⅢのガス室では、最大で3000人と述べられているが、「その数に達したことは一度もない」とも述べている。ⅣおよびⅤの収容能力は述べられていない。ガス（ツィクロンB）のガス室への投入方法は、火葬場ⅡおよびⅢでは、基幹収容所の火葬場同様に、天井に開けられた4箇所の穴から投入されたが、広いガス室内に効率的にガスを拡散させるためと、ツィクロンBは殺害後も数時間ガスを発生し続けるので、半地下構造であるために換気システム以外に新鮮な空気を導入しにくいことから、殺害後にツィクロンBをガス室内から撤去してしまう目的で、金網導入装置と呼ばれる特殊な構造体が設置されていた。ツィクロンBがガス室内に残らないので、火葬処理に回すための遺体搬送作業を迅速に開始可能になっていた。火葬場ⅣおよびⅤのガス室には換気装置はなかったが、これらのガス室は地上型だったため、新鮮な空気を導入しやすいので、毒ガスの濃度を致死濃度以下に容易に下げることができたと考えられる。また、これらの遺体搬送作業を行なったユダヤ人囚人によるゾンダーコマンドは、ガスマスクを使用することも可能だった。なお、火葬場ⅣとⅤではツィクロンBは壁面の上部にある数箇所のシャッターからガス室内に投入された。ブンカーも同様である。
ビルケナウの4箇所の火葬場は、ソ連軍の接近を前にして1944年12月から設備等の解体撤去作業が始まり、翌年1月に親衛隊によってダイナマイトで破壊された。ブンカーについては、最初に作られたブンカー1は1943年の最初の頃に使用終了するとともに撤去され、ブンカー2は1944年の中頃まで使用された後、これも撤去された（いずれも詳細な時期は不明）。
基幹収容所の火葬場1については、1942年12月頃にガス室の使用は中止され、1943年7月には火葬場としても使用されなくなり、1944年の中頃に防空壕に改修された。戦後、アウシュヴィッツ収容所は博物館化されることになり、それに伴って、火葬場1はガス室が存在した頃に近い状態にまで復元工事が行われた。但し、防空壕用に設置された以上の数の隔壁を撤去していたり、火葬場とガス室の間にあった出入り口とは別のところに開口部を作ったり、ガス室の気密ドアを再現しなかったり、防空壕改修時に作られた新しい出入り口をそのままにするなど、復元工事としては杜撰さの残るものとなっている。この戦後の復元工事の文書記録はアウシュヴィッツ博物館にも一切残っていないようであるが、残された戦時中の図面の変化を見ると、明らかに戦後に復元工事を行なったものであることがわかる。

## 人体実験

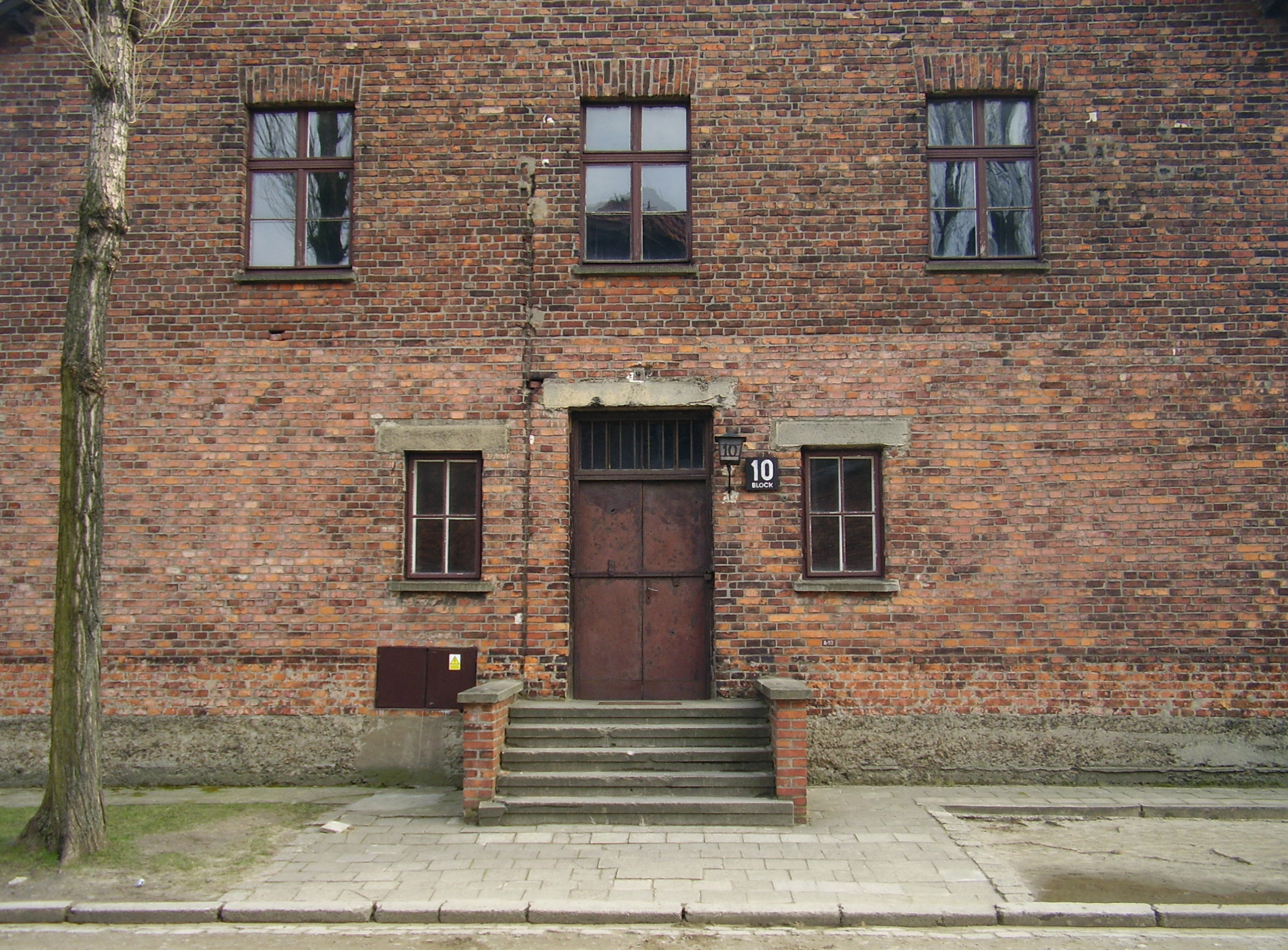
人体実験の舞台となった第10号棟の病院(第一強制収容所)

ドイツ人医師たちは、被収容者をさまざまな実験の検体とした。いわゆる「人体実験」である。カール・ゲープハルト、エルンスト・ロベルト・グラーヴィッツ、ホルスト・シューマンらはスラブ民族撲滅のために男女の断種実験を、ヨーゼフ・メンゲレは双子や身体障害者、精神障害者を使った遺伝学や人類学の研究を行ったとされる。
ほかにも新薬投与実験や有害物質を囚人の皮膚に塗布する実験などが行われた。命を落とした者は数百に及び、たとえ生還できても多くには障害が残った。ニュルンベルク裁判などはこれらの行為を医療犯罪として裁いた（医者裁判に概要）。また、裁判の結果を受け、医学的研究における被験者の意思と自由を保護する「ニュルンベルク綱領」が示された。

## 死体焼却施設（火葬場、クレマトリウム）

### 火葬場1（アウシュヴィッツ第一収容所（基幹収容所））
アウシュヴィッツ収容所で設営された最初の火葬場は、アウシュヴィッツ第一収容所に現在も観光用に公開されている火葬場1である。この火葬場は1940年6月ごろ、元々ポーランド軍が弾薬庫として使っていた建造物を改修して作られた。火葬炉の設計・製作担当会社はトップフ・ウント・ゼーネ社（技術担当責任者はクルト・プリューファー）であり、最初は炉（マッフル）が二つある火葬炉を2基設置していた。また火葬炉のある部屋のすぐ隣にある部屋は死体安置所が設定された。
翌年9月頃の図面では、もう一基の火葬炉を追加して、合計3基（マッフルの数は6箇所）が描かれており、正確な時期は不明であるが、この設計通りに追加設置された。
火葬場Ⅰの火葬炉は1943年7月頃まで使用された後、ビルケナウでのユダヤ人絶滅が本格化すると使用が中止され、翌年中頃にはガス室として使用していた死体安置所があった箇所を中心に大幅に改良して防空壕とするとともに、火葬炉を一旦解体し、煙突なども撤去していた。従って、現在の状態は戦後にポーランド当局がガス室のあった時の状態に復元工事を行なったものである。煙突もその時に再建されている。

### 火葬場Ⅱ〜Ⅴ（アウシュビッツ第二収容所（ビルケナウ収容所））

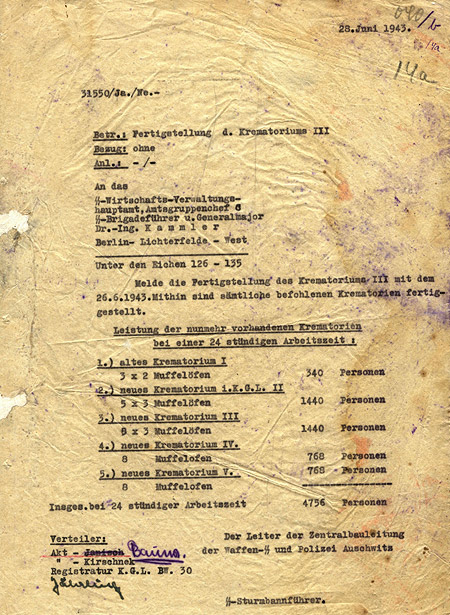
アウシュヴィッツ中央建設部による1943年6月28日付の文書。5箇所の火葬場の焼却能力として、1日あたり計4,756体と記載されている。

第２収容所であるビルケナウ収容所の建設が進み、1942年中頃になると、ビルケナウでも火葬場建物の建設が始まった。当初の計画では、ビルケナウ収容所には多くのソ連兵捕虜を収容する予定だったので、ソ連兵捕虜用の大型火葬場建物（火葬場Ⅱ）を一棟のみ建てる予定だったが、ビルケナウでのユダヤ人絶滅が本格化するのに合わせて、合計４棟の火葬場が1943年6月頃にかけて建設されることとなった。これら火葬場の火葬炉の仕様は以下の通りである。
- 火葬場Ⅱ・Ⅲ・・・火葬炉の数は各5基、1基についての炉（マッフル）の数は３箇所。トータルではⅡ、Ⅲ合わせて30箇所のマッフルがあることになる。
- 火葬場Ⅳ・Ⅴ・・・火葬炉の数は各2基、1基についての炉（マッフル）の数は４箇所。トータルではⅣ、Ⅴ合わせて16箇所のマッフルがあることになる。

従って、ビルケナウだけで46箇所のマッフルがあることになる。これらの火葬場の火葬能力については、アウシュヴィッツ親衛隊中央建設部による文書が残されており、第1火葬場と合わせて、日あたり合計4,756体の遺体を火葬可能とするものであった。
ビルケナウの4つの火葬場は、ソ連軍の進行に伴って1944年12月頃から解体作業が始まり、翌年1月のソ連による収容所解放を前にして、親衛隊が撤収する前に全てダイナマイトによって破壊された。

### 野外での死体焼却
アウシュヴィッツでのユダヤ人絶滅が開始された時期については、はっきりしたことは不明であるものの、1942年の春頃から、ビルケナウの敷地外での二軒の農家（稼働開始日は異なる）を改造して作られたガス室である「ブンカー」から始まったとされる。この場所を使用してユダヤ人の大量殺戮を行っていた当初は、これらの死体を焼却処分するつもりはなく、単に壕を掘って埋めていただけであった。しかし、夏頃になると遺体の腐敗が進んで、土壌や地下水を汚染することになってしまった。そこで、ヒムラーからの命令により、これらの死体を全て再度掘り起こして、焼却処分することになったのである。この焼却処分はアウシュヴィッツだけの問題ではなかったようで、ソ連地域で前年から実施されていた現地でのユダヤ人虐殺による大量埋葬墓や、ヘウムノ収容所から始まったアウシュヴィッツ以外の絶滅収容所でも同様であった。そこで、親衛隊は、アインザッツグルッペBの指揮官の一人であった、パウロ・ブローベル大佐指揮の元、野外での効率的な死体焼却の考案と実施を進めたのである。アウシュヴィッツの司令官ヘスらは、当初、ブローベル大佐によって進められていたヘウムノでの死体焼却現場を視察、その後ビルケナウのブンカーでの大量埋葬墓について、死体焼却が進められたのであった。
ヘスの自伝によると、この時に焼却された遺体の数は合計10万7000体だったとのことである。
この野外火葬は、ビルケナウの大型火葬場が本格稼働すると中止されたが、1944年5月に始まった、ハンガリーユダヤ人の絶滅作戦では、あまりにも遺体が多すぎたため、再度、野外火葬を行って、それらの死体の大半を野外で焼却することとなった。

## 赤十字国際委員会（ICRC）とドイツ赤十字（DRK）
まずは「赤十字国際委員会（ICRC）」と「ドイツ赤十字（DRK）」の違いを簡単にでも知る必要がある。ICRCは中立性を重視した赤十字組織で、世界中の紛争地域へ介入を行うことを目的とした国際機関であり、本部はスイスのジュネーブに置かれている。一方DRKは、ジュネーブ条約締約国のドイツに設けられた各国赤十字組織であり、活動の中心はドイツ国内である。特に、戦時中の両者はまったくの別組織であり、ホロコーストを研究するにあたっては、どちらの赤十字が作成した資料かを見極める必要がある。

### 輝かしい歴史のなかの汚点 (ICRC)

ICRC（赤十字国際委員会）のエンブレム

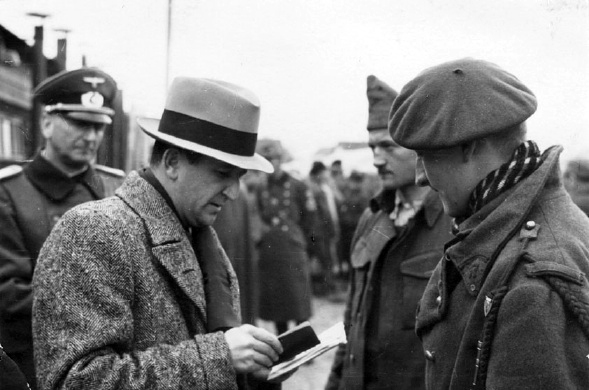
ドイツに捕らわれた戦争捕虜と対面するICRC委員

スイス人技術者などは戦時中もドイツ国内を自由に移動でき、強制収容所内の細部についてはさておき、1938年頃より後にもたらされたドイツに関する情報は赤十字国際委員会（ICRC）が注視せざるを得ないものであった。
各強制収容所に数多くの援助物資を送り続けるが、ナチスの非人道的な行いの調査と実効的な手段による行動については消極的であった。理由として、本部の依拠するスイスと当事国ドイツが国境を接し、産業でも強く結びついていたことにより、永世中立国と言えどもナチスの動向には敏感にならざるを得ない状況であったこと、赤十字の活動には原則当事国の承諾が必要なため表立った非難は状況をさらに困難にすると考えられていたこと、さらにジュネーブ条約の条項に一般市民（文民）保護に関する規定がなかったことなどが挙げられる。
特にスイス国益に関する問題は大きな足かせであった。1942年当時、ICRC委員でもあったスイス大統領フィリップ・エッターは、断固たる態度を示すことに反対し、ICRC委員長カール・ヤーコプ・ブルクハルトは、ファシズムよりも共産主義拡大を恐れ、その防波堤となるナチスと国際社会の良き仲介者であろうとした（ブルクハルトがドイツ系スイス人であったことも関係）。このような状況下で強制収容所に送り込まれた視察員は、意図して作られた平和的な光景に惑わされることになる。
ICRCが実効的手段を執るようになったのは、ドイツの敗色が濃厚になり、いよいよ残りすべての被収容者を処刑しはじめようとした1945年から。主だった強制収容所にICRC委員を"常駐"させ監視できるようになったことで、それまで送り続けていた援助物資が被収容者に確実に届きはじめ、併せて消えかけた命も救われた。
1995年、ICRC委員長コルネリオ・ソマルガは、アウシュヴィッツ解放50年周年式典に出席するにあたり、当時の対応の誤りを認め遺憾の意を表明した。

### ナチス党政権下のドイツに組み込まれた赤十字 (DRK)

赤十字の旗

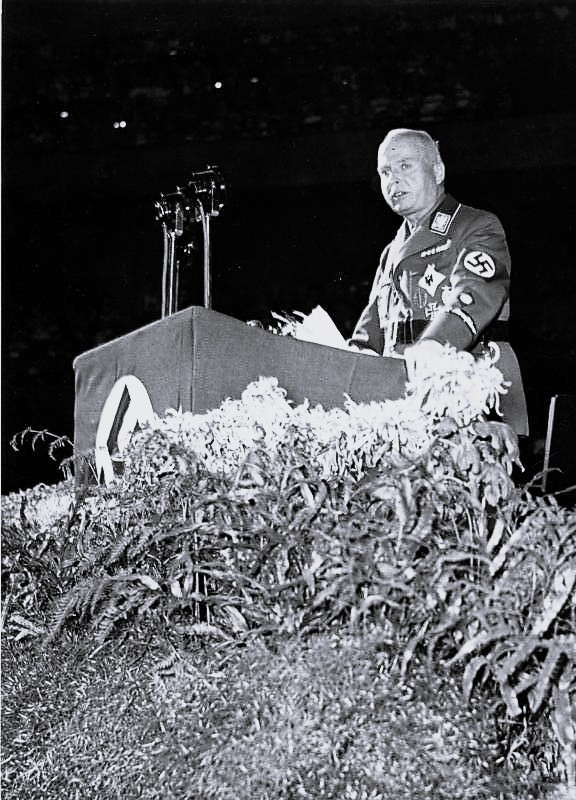
党大会で講演するカール・エドゥアルトDRK総裁(1936)

1933年にイギリスの王族出身でナチス党員のカール・エドゥアルト元公爵がドイツ赤十字（DRK）の総裁職に（後に国会議員も兼任）、1937年にSS高級将校エルンスト・ロベルト・グラーヴィッツが総裁代行職にそれぞれ就任したことは、DRKがナチスまたはSSの一部局であることを象徴するものであり、後の組織改編を経て決定的となる。
赤十字の基本原則である「平等」が破棄されるとともに、ナチスの標榜する人種的な抑圧政策が持ち込まれた。強制収容所の人体実験や選別は、間接的に関係したというあいまいなものではなく、DRKの行為そのものであったと言える。
1945年4月、エルンスト・グラーヴィッツはベルリンが戦場になる中、家族を巻き添えにして手榴弾で自殺。カール・エドゥアルトは非ナチ化裁判で有罪となり、重い罰金を課せられるとともに、財産のほとんどをソ連に没収された。赤十字の崇高な理念に反するだけでなく、まさに利用していたことは、苦しい時代を生きた人々の信頼を著しく失墜させた。

## 解放
1944年暮れ、ソ連軍接近に伴い強制収容所および強制労働者の扱いが問題となる。11月には、SSの一部局「親衛隊人種及び移住本部」が「強制労働者を管理組織が独自判断で処刑するように」との通達を出している。これを受け産業界は、自らの手を汚すまいと強制労働者をSSに返還することを決めており、SS、産業界双方に「解放」という姿勢は見うけられない。
アウシュヴィッツ収容者は、なおも活動するドイツ本国の強制収容所に移送か、処刑のいずれかであった。実際は約7,500名が1945年1月27日の解放時にとどまっており、これはソ連軍の急速な接近による混乱、一部証言の「ドイツへ行くか残るか選ぶことができた」といったような処置、さらには処刑や移送が間に合わなかったなどの可能性が考えられる。移送された被収容者は合計60,000人に上るとされるが、移送途中にも多くが命を落としている。移送で生き残った者は、別の強制収容所に入れられるだけのことで、実際の解放までに数ヵ月間待たなければならなかった。

## 現在のアウシュヴィッツ

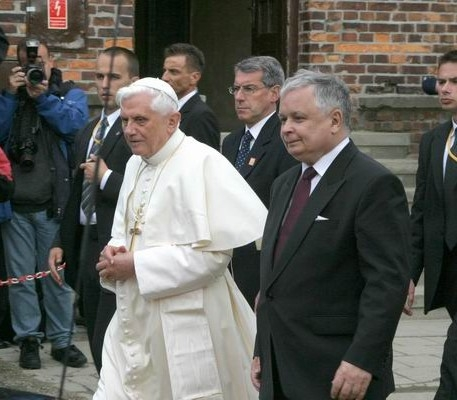
アウシュヴィッツを訪問するローマ教皇ベネディクト16世

多くの要人が公式・非公式にかかわらずこの地を訪れている。一例として、1979年にはポーランド出身のローマ教皇ヨハネ・パウロ2世が、2006年5月28日にはベネディクト16世が訪問している。ベネディクト16世は「この地で未曽有の大量殺戮があったことは、キリスト教徒として、ドイツ人教皇として耐え難いことだ」と述べた。
2016年にはフランシスコが訪問し「惨劇の場では言葉は無用」と「死の壁」の前や「聖コルベの監獄」の中で黙祷した。年間を通じイスラエル人学生の修学旅行のルートになっている。
日本からの訪問も増えており、多くても200人程度だった年間訪問者が近年は5,000人を超えた。なお、日本国内にはアウシュヴィッツ博物館から展示物を譲り受けた「アウシュヴィッツ平和博物館」が福島県白河市にある。

## アウシュヴィッツの死亡者数について

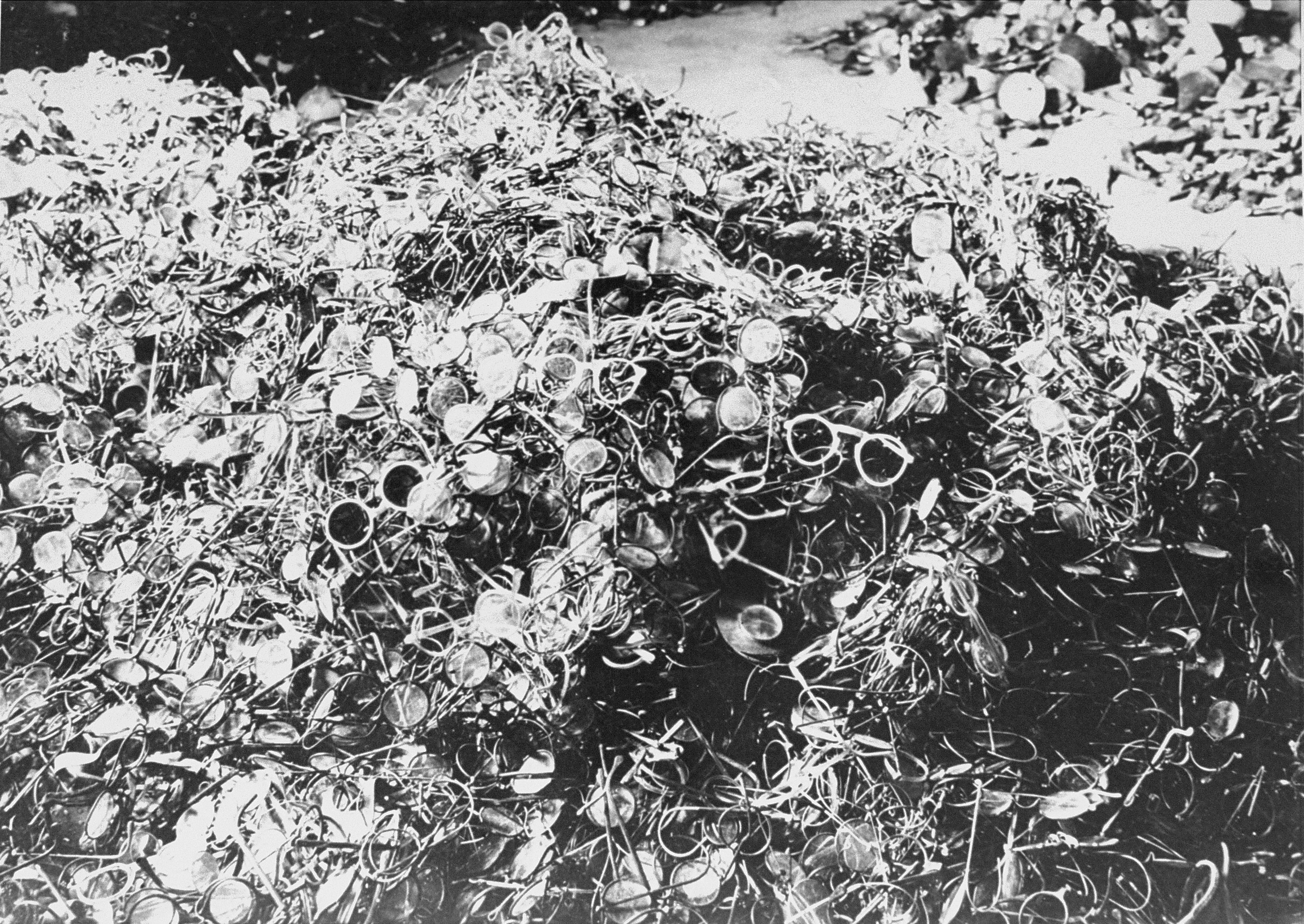
おびただしい数の眼鏡フレーム。収容の際に没収されたもの(アウシュヴィッツ博物館展示)

靴の山。女性もののサンダルも含まれている。(アウシュヴィッツ博物館展示)

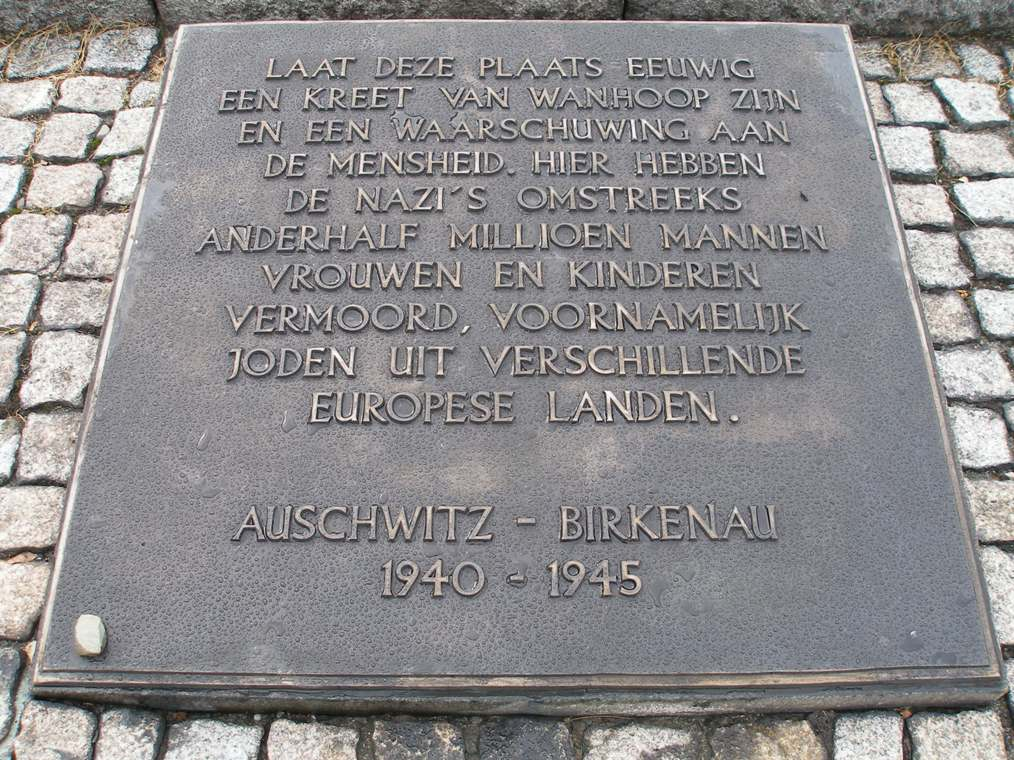
慰霊の碑文（オランダ語）。「この地を永遠に絶望の叫びとし、人類への警告とせよ。ナチスはここで、ヨーロッパ各国のユダヤ人を中心に、およそ150万人の男女と子供を殺害した」（アウシュヴィッツ博物館）

ニュルンベルク裁判では、起訴状において「アウシュビッツでは約400万人が絶滅され」と記述されていたが、判決文では「400万人」は触れられず、アウシュヴィッツ収容所司令官だったルドルフ・ヘスが「アウシュヴィッツ収容所だけで250万人が絶滅され、さらに50万人が病気と飢餓で死亡したと見積もっている」と証言していたとして記載されただけだった。
アウシュヴィッツ国立博物館の記念石碑には「400万人」と記載されていたが、1990年に撤去され、1995年に「150万人」に改められた。これは、アウシュヴィッツ博物館の歴史部門の責任者だったフランシスチェク・ピーパー博士による犠牲者数の研究結果を受け入れたものであり、「150万人」はその犠牲者数推計値の誤差を含めた最大値である。ただし、ピーパーの研究成果として一般的に認められているアウシュヴィッツ収容所の犠牲者数は110万人である。
アウシュヴィッツ博物館の公式ページには、「少なくとも130万人が収容所に強制送還され、そのうち少なくとも110万人が死亡した。死亡者数は150万人とも言われている」と記載されている。
終戦直後の1945年当時にソ連が主張した400万人という数は、ニュルンベルク裁判にソ連から提出された、ソ連の戦争犯罪調査委員会が作成したとされるアウシュヴィッツ収容所に関する報告書に記載されているものであるが、この400万人という犠牲者数は、複数の元囚人が証言している数字でもあり 、ソ連の報告書では火葬能力からの推計値となっているものの、その火葬能力自体の算定根拠の記載がないことや、アウシュヴィッツに強制移送されたそれら追放者の数もまったく示していないことなどから、それら元囚人の証言にある「400万人」を採用したのではないかと推測される。
なお、ニュルンベルク裁判の法廷では、司令官ルドルフ・ヘスは「250万人」（と餓死・病死による死者数50万人）と証言していたが、ニュルンベルク裁判での勾留中に、囚人の心理観察を行なっていたグスタフ・ギルバートに対してヘスは自分自身の推計として「最大でも150万人」と語っており、ポーランドでの勾留中に書かれた自身の回想録では合計「113万人」の犠牲者数を述べている。また、ヘスはニュルンベルク裁判や回想録で、「250万人」はアイヒマン（あるいはアイヒマンの代理であるギュンター）が語ったものだと明確に述べており、ベルリン包囲直前に、親衛隊の強制収容所総監であったリヒャルト・グリュックス親衛隊中将にアイヒマンがそう語っているのを見たからだ、と述べている
これら以外にも複数の研究者によって、多数の異なったアウシュヴィッツの死亡者数の推定値が存在するが、それらの違いは推計方法の違いによるものと考えられる。例えば、Fritjof Meyerは、2002年、ドイツの学際的な話題を扱う月刊雑誌Osteuropa上でアウシュヴィッツの犠牲者数に関する論文を発表したがその中で「アウシュビッツでは50万人が殺され、そのうち約35万6千人がガスの中で殺された」とした。この論文は論争を引き起こし、The Holocaust History Projectのサイトなどで徹底的に反論された。

## 世界遺産
1979年、第一・第二強制収容所の遺構は第二次世界大戦における悲劇の証拠であり後世に語り継ぐべきものとして、ユネスコの世界遺産に登録された。日本では、いわゆる「負の世界遺産」に挙げられる。

### 登録基準
この世界遺産は世界遺産登録基準のうち、以下の条件を満たし、登録された（以下の基準は世界遺産センター公表の登録基準からの翻訳、引用である）。
- (6) 顕著で普遍的な意義を有する出来事、現存する伝統、思想、信仰または芸術的、文学的作品と直接にまたは明白に関連するもの（この基準は他の基準と組み合わせて用いるのが望ましいと世界遺産委員会は考えている）。

登録基準に基づく評価内容は以下の通り。
- (6) アウシュビッツ・ビルケナウは、ナチスドイツによるユダヤ人の故意の大量虐殺と数え切れないほどの人々の死を記念する記念碑であり、人類に対して犯された最大の犯罪の1つに対する反駁の余地のない証拠を呈している。また、恐ろしい逆境の中で、自由と自由な思想を抑圧し、人種全体を絶滅させようとするナチスドイツの試みに抵抗した人間の精神の強さの記念碑でもある。この場所は、ホロコースト、人種差別政策、蛮行を全人類が記憶する重要な場所である。人類史におけるこの暗い章の集合的な記憶、若い世代への伝達、そして極端なイデオロギーと人間の尊厳の否定がもたらす多くの脅威と悲劇的な結果に対する警告の印の場である。

### 改名提案
かねてからポーランド政府は「ポーランド人が作ったかのような印象を与える」として登録名称の変更を要請しており、ユネスコ世界遺産委員会は2007年6月27日に「アウシュヴィッツ強制収容所」から「アウシュヴィッツ・ビルケナウ ナチス・ドイツの強制絶滅収容所（1940年-1945年）」へ変更した。

## 主な人物（五十音順）

### 収容者
獄死した人物
- アルマ・ロゼ：音楽家。アウシュヴィッツの女性オーケストラを指揮。1944年4月5日死亡。死因は不明。
- アンネ・フランク：「アンネの日記」原作者。両親や姉を含む、隠れ家生活での同居人達とともに移送されて来て、アウシュヴィッツに2ヵ月間収容される。再移送先のベルゲン・ベルゼン強制収容所でチフスを患い1945年3月頃死亡。父オットーはアウシュヴィッツに留まったが、隠れ家生活での同居人中唯一の生還者となる。同居人の中では、ヘルマン・ファン・ペルスと母エーディトが、同収容所で死亡。
- ヴィクトル・ウルマン : 作家。彼の音楽はナチスドイツに頽廃音楽とレッテルを貼られ弾圧された。1944年10月18日殺害されたとされている。また、息子ペーデターと妻ミールは、ガス室で殺された。
- エーディト・シュタイン：聖職者。1942年8月9日、実姉とともにガス室で処刑。1998年、聖人に列せられた。
- エルゼ・ベルク：オランダ人画家。夫のモミー・シュワルツ（英語版）とともに1942年11月19日に殺害された。
- ギデオン・クライン：音楽家。アウシュヴィッツに収容されていた時期もある。1945年1月頃、強制収容所で死亡。
- タデウシュ・タンスキ : 自動車技術者。ポーランドの指導層、知識階級を対象としたAB行動時に逮捕され1941年3月23日に死去。
- ドーラ・ジェルソン：女性歌手。1943年2月アウシュヴィッツにて死亡。
- パヴェル・ハース：音楽家。テレジン強制収容所からアウシュヴィッツに移送。同強制収容所にて1944年10月17日死亡。
- ハンス・クラーサ：音楽家。作品には児童オペラ「ブルンジバル」がある。チェコのテレジン強制収容所からアウシュヴィッツに移送直後の1944年10月17日、ガス室で処刑。
- ハンナ・ブレイディ：「ハンナのかばん」主人公。チェコのテレジン強制収容所から実兄がいるアウシュヴィッツに移送される。13歳の幼い少女は労働力とは認められず、1944年頃処刑。
- マキシミリアノ・コルベ：聖職者。脱走者が出たための連帯責任で餓死刑を宣告された被収容者の身代わりとなる。1982年、聖人に列せられる。
- マルツェル・テュベルク : 作曲家。テュベルクはカトリックであったが、母方の高祖父がユダヤ人であったために16分の1ユダヤ人として逮捕され、ドイツに引き渡された。1944年12月31日に死亡したと記録されている。
- モミー・シュワルツ : 画家・エルゼ・ベルクの夫。妻エルゼ・ベルクとともに逮捕され、1942年11月19日に殺害された。

戦後解放された人物

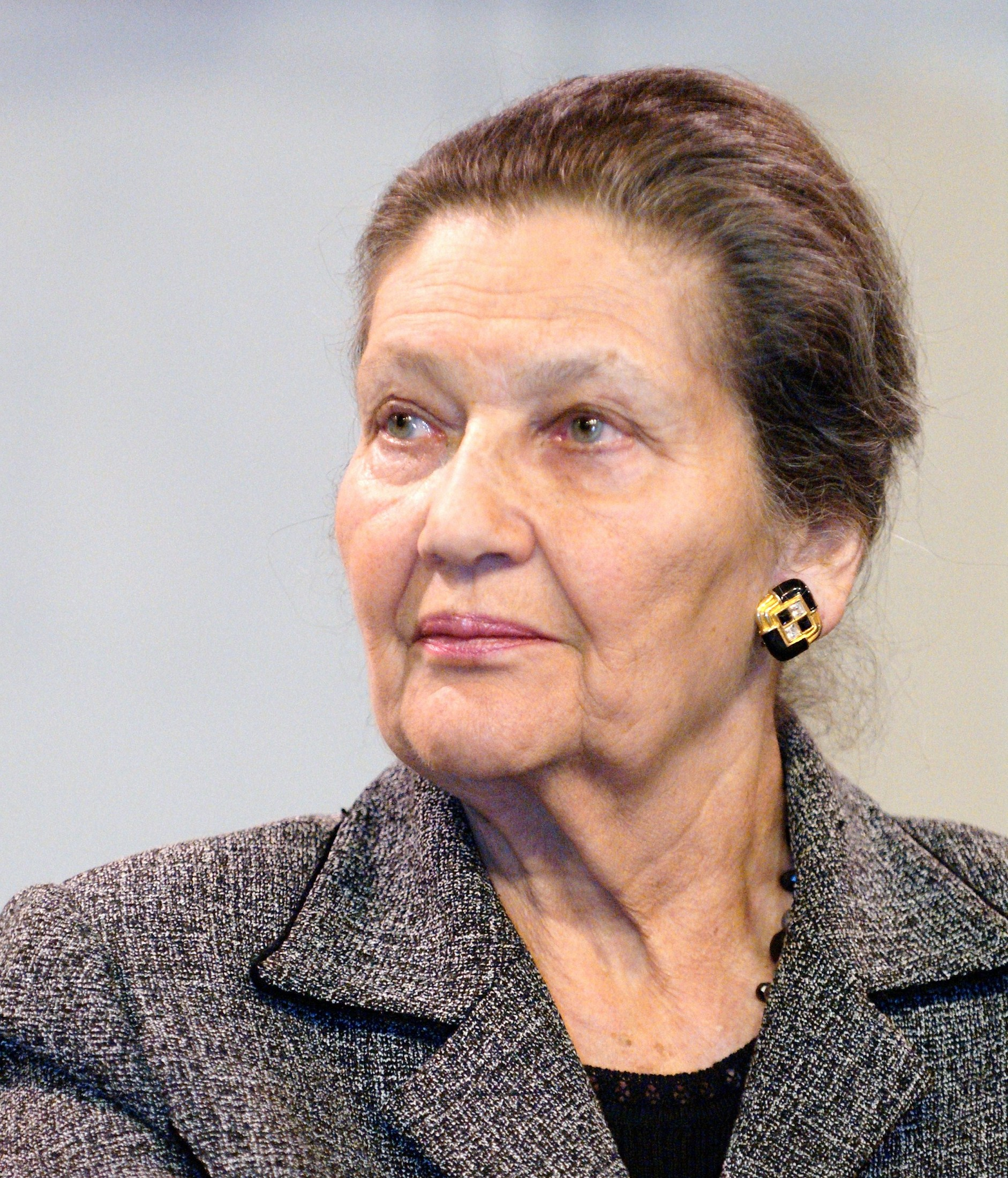
シモーヌ・ヴェイユ

- イェヒエル・デ・ヌール：作家。ホロコーストの代弁者。
- ヴィクトール・フランクル：精神科医、作家。治療法「ロゴセラピー」の提唱者。「夜と霧」「死と愛」などの著書がある。
- エリ・ヴィーゼル：作家。ホロコーストに関する著作物など多数執筆。1986年ノーベル平和賞受賞。
- カレル・アンチェル：音楽家。家族全員アウシュヴィッツに収容、カレルだけが生還。チェコ・フィルハーモニー管弦楽団、カナダ・トロント交響楽団の常任指揮者を歴任。
- ケルテース・イムレ：作家、翻訳家。「運命ではなく」「挫折」などの著書がある。2002年、ノーベル文学賞受賞。
- シモーヌ・ヴェイユ：政治家。
- ジャック・トラミエル：企業家。渡米後、後に大手コンピュータ会社となるコモドールを創業。
- ゾフィア・チコビアク：音楽家。アウシュヴィッツのオーケストラに参加。
- プリーモ・レーヴィ：化学者、作家。「これが人間か」「休戦」などの著書がある。
- マルセリーヌ・ロリダン＝イヴェンス：女優、映画監督。アウシュヴィッツ、ベルゲン・ベルゼン強制収容所、テレジン強制収容所に収容された経験を持つ。「ある夏の記録」などで主演。
- イスラエル・クリスタル:　元男性長寿世界一。家族はホロコーストで死亡、彼のみ生き残った。

脱獄
人物
- イェジ・ビェレツキ（英語版） - 恋人シーラと共に脱出したが生き別れる。映画『あの日 あの時 愛の記憶』のモデル
- ヴィトルト・ピレツキ - 自ら収容され脱出したエージェント。３つのレポートで内情を連合国に伝えた。
- カジミェシュ・ピエホフスキー（英語版） - ポーランド人兵士。3人の仲間と共に脱出。
- ルドルフ・ヴルバ（英語版） - ユダヤ人生化学者。脱獄後、脱獄者アルフレート・ヴェッツラー（英語版）とヴルバ＝ヴェッツラー・レポート（英語版）を作成、虐殺を伝えた。
- August Kowalczyk（英語版） - ポーランド人俳優、映画監督。収容所近くにある化学製造業社IG・ファルベンインドゥストリーで強制労働していたが、集団で脱走した（13人が死亡、20人が再逮捕、9人が成功）

### 加害者的立場でアウシュヴィッツに関与した人物

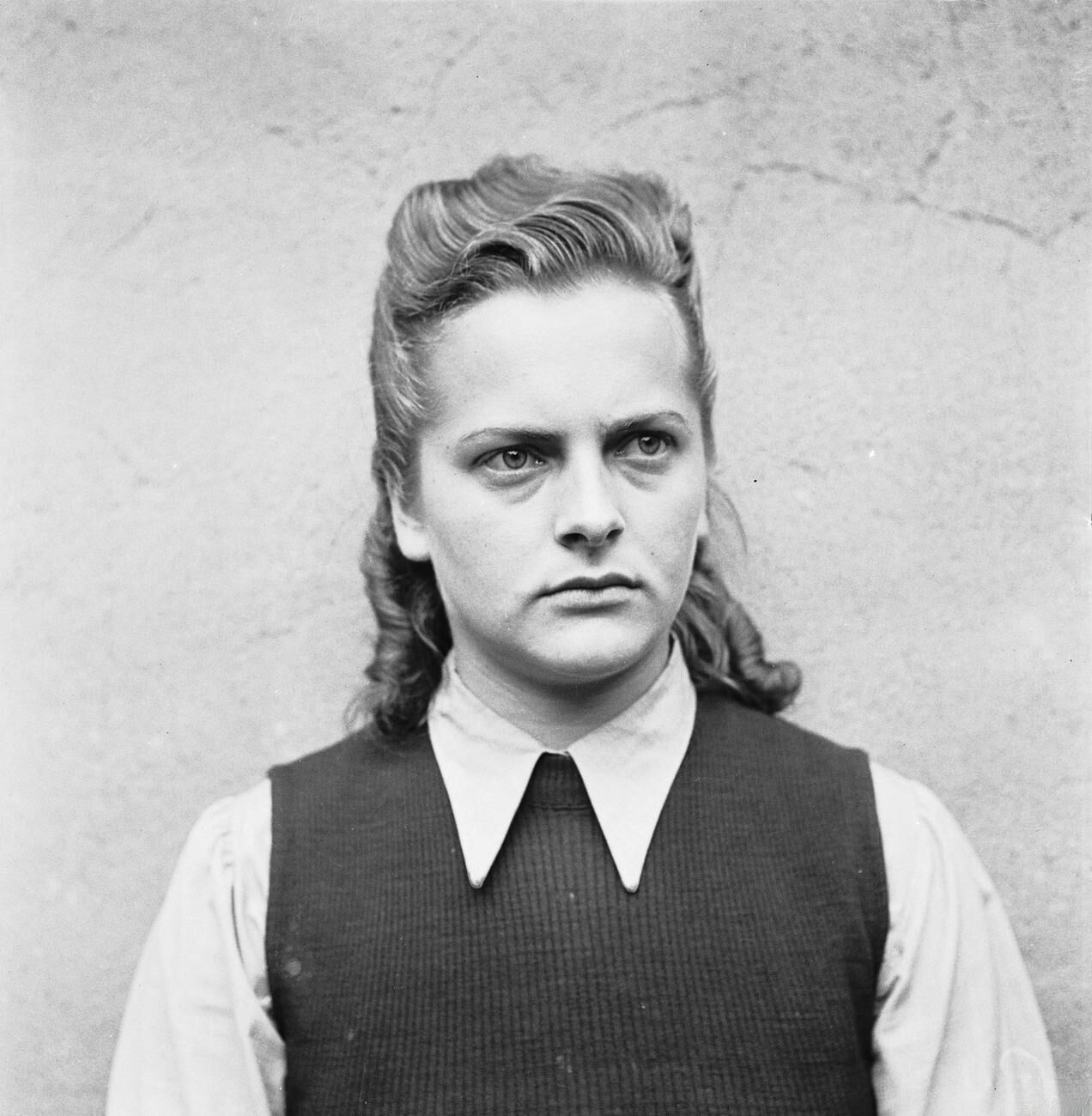
イルマ・グレーゼ

- アドルフ・アイヒマン：警察官僚（親衛隊中佐）。
- イルマ・グレーゼ：看守。
- エルンスト＝ロベルト・グラヴィッツ：医師。
- カール・エドゥアルト：ドイツ赤十字総裁。
- カール・ゲープハルト：医師。
- グスタフ・クルップ：クルップ社取締役会議長。
- ハインリヒ・ヒムラー：親衛隊長官。
- ホルスト・シューマン：医師。
- マリア・マンデル：看守。
- モーリス・パポン：政治家（フランス）。
- ヨーゼフ・メンゲレ：医師。
- ルドルフ・フェルディナント・ヘス：初代所長。リーベヘンシェルの解任後、一時所長に復帰。
- アルトゥール・リーベヘンシェル：二代目所長。ヒムラーにソフトと見なされ、マイダネクへ転出。
- リヒャルト・ベーア：三代目所長。アウシュビッツ閉鎖まで所長職。閉鎖後はドーラ収容所の所長に。
- フリードリヒ・ハートイェンシュタイン：第二収容所ビルケナウの所長を務めた。クラーマーに交代後、ナッツヴァイラーの所長に。
- ヨーゼフ・クラーマー：第二収容所ビルケナウ所長を務めた。後にベルゲン・ベルゼンの所長に転出。
- ハインリヒ・シュヴァルツ：第三収容所モノヴィッツの所長を務めた。
- フランツ・ヘスラー: 看守。

#### その他
- カール・ブルクハルト：赤十字国際委員会委員長
- サイモン・ヴィーゼンタール：ナチ戦犯の追及を行い、アドルフ・アイヒマンなどを逮捕した。

## アウシュヴィッツに関する作品

### 映画・小説・ドラマ
- ソフィーの選択　小説1979年、映画1982年
- シンドラーのリスト　小説1982年、映画1993年
- 夜と霧　小説1976年、映画1955年
- 生きるために　映画1989年
- サウルの息子　映画2015年
- アウシュヴィッツ・レポート　映画2020年
- 刑事フォイル　ドラマ
- アウシュヴィッツの図書係　小説
- アウシュヴィッツのタトゥー係　小説
- 最終列車　アウシュヴィッツ行　映画2009年
- 白い巨塔　ドラマ2003年
- 14歳のアウシュヴィッツ
- 顔のないヒトラーたち　映画2014年
- 関心領域(原題:The Zone of Interest) 小説2014年、映画2023年

### 音楽
- 『自由への叫び』アレア（1973年）- 原題は『ARBEIT MACHT FREI』
- 『エンジェル・オブ・デス』シン・リジィ（1982年）
- 『エンジェル・オブ・デス』スレイヤー（1986年）
- 『深い森』SEKAI NO OWARI（2012年）

### 漫画
- 『マウス』、アート・スピーゲルマンによるアメリカン・コミック